# Liste der Biografien/Tom
Liste der Biografien |
Portal Biografien |
Personensuche
# |
A |
B |
C |
D |
E |
F |
G |
H |
I |
J |
K |
L |
M |
N |
O |
P |
Q |
R |
S |
T |
U |
V |
W |
X |
Y |
Z |
?
 
Ta |
Tc |
Te |
Tf |
Tg |
Th |
Ti |
Tj |
Tk |
Tl |
Tm |
To |
Tq |
Tr |
Ts |
Tu |
Tv |
Tw |
Tx |
Ty |
Tz
 
Toa |
Tob |
Toc |
Tod |
Toe |
Tof |
Tog |
Toh |
Toi |
Toj |
Tok |
Tol |
Tom |
Ton |
Too |
Top |
Toq |
Tor |
Tos |
Tot |
Tou |
Tov |
Tow |
Tox |
Toy |
Toz
Die Liste der Biografien führt alle Personen auf, die in der deutschsprachigen Wikipedia einen Artikel haben. Dieses ist eine Teilliste mit 716 Einträgen von Personen, deren Namen mit den Buchstaben „Tom“ beginnt.

## Tom
- Tom Brok, Keno I. († 1376), erster Häuptling des Brookmerlandes in Ostfriesland
- Tom Brok, Keno II. († 1417), Häuptling des Brookmerlandes in Ostfriesland
- tom Brok, Ocka († 1397), ostfriesische Häuptlingstochter
- Tom Brok, Ocko I. († 1391), Nachfolger seines Vaters Keno I. tom Brok Häuptling des Brokmer- und des Auricherlands in Ostfriesland
- tom Brok, Ocko II. (1407–1435), Ostfriesenhäuptling
- Tom Brok, Widzeld († 1399), ostfriesischer Häuptling
- Tom Dieck, August (1831–1893), deutscher Historienmaler und Kunstlehrer
- Tom Dieck, Heindirk (* 1939), deutscher Chemiker
- Tom Dieck, Martin (* 1963), deutscher Comiczeichner
- Tom Dieck, Max (1869–1951), deutscher Politiker (FDP)
- Tom Dieck, Richard (1862–1943), deutscher Maler und Konservator
- Tom Dieck, Tammo (* 1938), deutscher Mathematiker
- Tom Dieck, Wiebke (* 1973), deutsche Pianistin
- Tom Hugo (* 1979), norwegischer Sänger und Songwriter
- Tom of Finland (1920–1991), finnischer KünstlerTom of Finland (1920–1991)

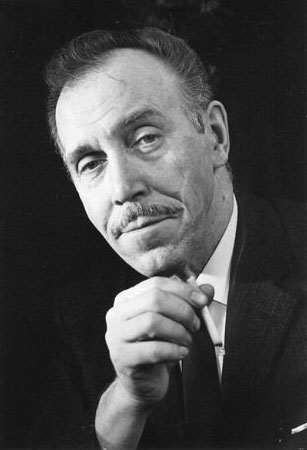
Tom of Finland (1920–1991)

- tom Ring, Hermann (1521–1596), deutscher Maler
- tom Ring, Johann (1571–1604), deutscher Maler
- tom Ring, Ludger der Ältere (1496–1547), deutscher Maler und Buchdrucker
- tom Ring, Ludger der Jüngere (1522–1584), deutscher Maler
- Tom TC (* 1966), österreichischer Musiker, Gitarrist, Komponist und Produzent
- Tom, Abongile (* 1991), südafrikanischer Fußballschiedsrichter
- Tom, Heather (* 1975), US-amerikanische Schauspielerin
- Tom, Jan Bedijs (1813–1894), niederländischer Landschafts- und Tiermaler sowie Radierer
- Tom, Kiana (* 1965), US-amerikanische Schauspielerin
- Tom, Lady (* 1978), Schweizer Techno-DJ, Musikproduzentin und Model
- Tom, Lauren (* 1961), US-amerikanische Schauspielerin und Synchronsprecherin
- Tom, Léon (* 1888), belgischer Fechter und Bobsportler
- Tom, Logan (* 1981), US-amerikanische Volleyballspielerin
- Tom, Nicholle (* 1978), US-amerikanische SchauspielerinNicholle Tom (* 1978)

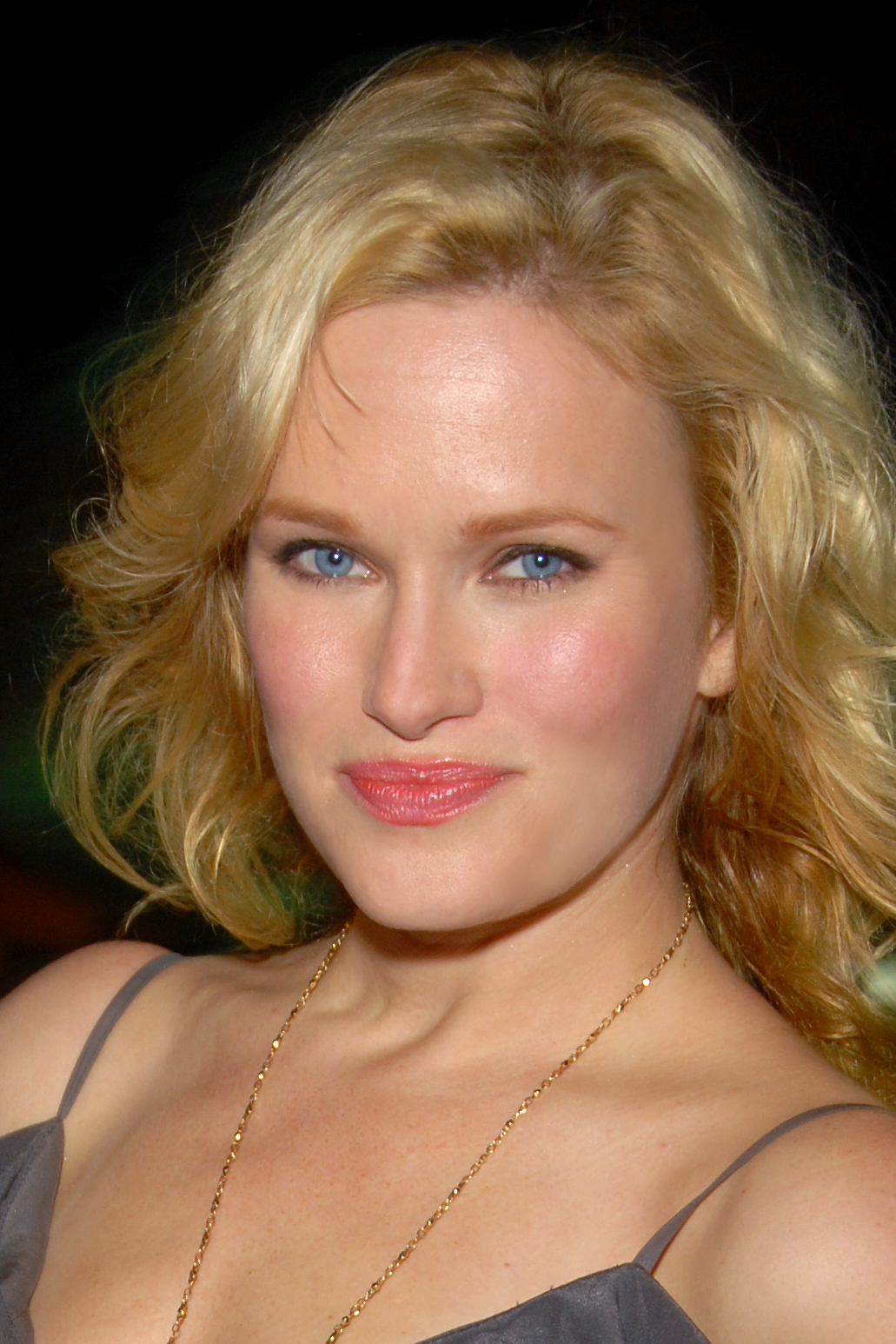
Nicholle Tom (* 1978)

- Tom, Noah Nirmal (* 1994), indischer Sprinter
- Tom, Richard (1920–2007), US-amerikanischer Gewichtheber
- Tom, Vita (1863–1937), namibischer traditioneller Führer
- Tom-Petersen, Peter (1861–1926), dänischer Radierer und Architekturzeichner

### Toma
- Toma, András (1925–2004), ungarischer Soldat und Kriegsgefangener der Roten Armee
- Toma, Bastien (* 1999), Schweizer Fußballspieler
- Toma, Ben (* 1979), US-amerikanischer Politiker
- Toma, Constantin (1928–2008), rumänischer Fußballspieler
- Toma, Dave (* 1933), US-amerikanischer Polizist, Vorbild einer Fernsehreihe
- Toma, Denis (* 2003), rumänischer Leichtathlet
- Tōma, Hayate (* 2002), japanischer Fußballspieler
- Toma, Horia-Victor (* 1955), rumänischer Politiker und MdEP für Rumänien
- Toma, Ioan C. (* 1953), rumänisch-deutscher Regisseur
- Toma, Laurențiu Mihai (* 1981), rumänischer Handballspieler
- Toma, Loredana (* 1995), rumänische Gewichtheberin
- Toma, Maria (* 1999), rumänische Tennisspielerin
- Toma, Matías (* 1995), uruguayischer Fußballspieler
- Toma, Matthias Rudolf (1792–1869), österreichischer Maler
- Tōma, Rei, japanische Mangaka
- Toma, Ruth (* 1956), deutsche Drehbuchautorin
- Toma, Sanda (* 1956), rumänische Ruderin
- Toma, Sanda (* 1970), rumänische Kanutin
- Tomà, Sauro (1925–2018), italienischer Fußballspieler
- Toma, Sergiu (* 1987), moldauischer Judoka, später aus den Vereinigten Arabischen Emiraten
- Toma, Swetlana Andrejewna (* 1947), moldauisch-russische Schauspielerin
- Tōma, Takefumi (* 1989), japanischer Fußballspieler
- Toma, Tarzan (1917–1993), türkischer Sportler und Schauspieler griechischer HerkunftTarzan Toma (1917–1993)

Tarzan Toma (1917–1993)

- Toma, Valer (* 1957), rumänischer Ruderer
- Toma, Veresa (* 1981), fidschianischer Fußballspieler
- Toma, Viliame (* 1979), fidschianischer Fußballspieler
- Tōma, Yumi (* 1966), japanische Synchronsprecherin

#### Tomac
- Tomac, Eugen (* 1981), rumänischer Politiker und Journalist
- Tomac, Helmut (* 1965), österreichischer Polizist und Verwaltungsjurist, Landespolizeidirektor Tirols
- Tomac, John (* 1967), US-amerikanischer Radrennfahrer
- Tomac, Marta (* 1990), kroatisch-norwegische Handballspielerin
- Tomac, Mewen (* 2001), französischer Schwimmer
- Tomaček, Ladislav (* 1982), slowakischer Fußballspieler
- Tomack, Sid (1907–1962), US-amerikanischer Schauspieler

#### Tomad
- Tomada, Hermann (1907–1990), deutscher Maler und Bildhauer

#### Tomai
- Tomailuga, Rhonda, niueanische Politikerin

#### Tomaj
- Tomajko, Jan (* 1976), tschechischer Eishockeyspieler

#### Tomak
- TOMAK (* 1970), österreichischer Künstler
- Tomaka, Jan (* 1949), polnischer Politiker (Platforma Obywatelska), Mitglied des Sejm

#### Tomal
- Tomala, Dawid (* 1989), polnischer Leichtathlet
- Tomala, Mieczysław (1921–2014), polnischer Wirtschaftswissenschaftler und Übersetzer
- Tomalia, Donald A. (* 1938), US-amerikanischer Chemiker
- Tomalin, Claire (* 1933), britische Schriftstellerin
- Tomalin, Elisabeth (1912–2012), deutsche Künstlerin, Textildesignerin und Gestaltungstherapeutin
- Tomalin, Philip (1856–1940), britischer Cricket- und Fußballspieler
- Tomalová, Kateřina (* 1992), tschechische Badmintonspielerin
- Tomalty, Maeve (* 2000), US-amerikanische Schauspielerin

#### Tomam
- Tomamichel, Hans (1899–1984), Schweizer Grafikdesigner, Grafiker, Illustrator, Maler und Zeichner.

#### Toman
- Toman, Anna (* 1993), britische Hockeyspielerin
- Toman, Cheryl (* 1965), US-amerikanische Literaturwissenschaftlerin, Romanistin und Übersetzerin
- Toman, Claudia (* 1978), österreichische Autorin, Librettistin und Regisseurin
- Toman, David (* 1996), tschechischer Grasskiläufer
- Toman, Emil (1923–2007), österreichischer Maler
- Toman, Jiří (1938–2020), tschechisch-schweizerischer Jurist
- Toman, Josef (1899–1977), tschechischer Autor
- Toman, Josipina (1833–1854), slowenische Schriftstellerin
- Toman, Karel (1877–1946), tschechischer Dichter, Journalist und Übersetzer
- Toman, Marek (* 1967), tschechischer Diplomat und Dichter
- Toman, Rolf (* 1953), deutscher Verlagslektor, Autor und Herausgeber
- Toman, Urban (* 1997), slowenischer Volleyballspieler
- Toman, Václav (* 1963), tschechoslowakischer Radrennfahrer
- Toman, Walter (1920–2003), österreichischer Tiefenpsychologe und Neurologe
- Tomandl, Georg, österreichischer Musikproduzent
- Tomandl, Theodor (* 1933), österreichischer Arbeits- und Sozialrechtler
- Tomané (* 1992), portugiesischer Fußballspieler
- Tomanek, Christoph (* 1969), deutscher Schauspieler
- Tomanek, Henryk (* 1955), polnischer Ringer
- Tomann, Alex, österreichischer Musikproduzent
- Tomann, Aron (* 1995), österreichischer Handballspieler
- Tomann, Fritz (1890–1955), österreichischer Major, Ritter des Militär-Maria-Theresien-Ordens
- Tomann, Karl (1884–1950), österreichischer Politiker (KPÖ)
- Tomann, Meinrad (* 1957), österreichischer Ordenspriester
- Tomanová, Nikola (* 1996), tschechische Tennisspielerin
- Tomanová, Renáta (* 1954), tschechoslowakische Tennisspielerin
- Tomanová, Viera (* 1948), slowakische Politikerin
- Tomański, Piotr (* 1969), polnischer Politiker (Platforma Obywatelska), Mitglied des Sejm
- Tomany, Maria-Claudia (* 1967), deutsche Skandinavistin und Übersetzerin

#### Tomar
- Tomar, Chandro (1932–2021), indische Scharfschützin
- Tomar, Prakashi (* 1937), indische Scharfschützin
- Tomaras, Ioannis (* 1947), griechischer Fußballspieler
- Tomari, Shiho (* 1990), japanische Fußballspielerin
- Tomarkin, Leander (1895–1967), schweizerisch-US-amerikanischer Mediziner, Erfinder und Hochstapler
- Tomary (* 1998), deutscher Webvideoproduzent

#### Tomas
- Tómas Andrés Tómasson (* 1949), isländischer Gastgewerbeunternehmer und Politiker (Flokkur fólksins)
- Tomás de Berlanga († 1551), Bischof, Entdecker
- Tomas Gruner, Stefan (* 1943), deutscher Schriftsteller
- Tómas Guðmundsson (1901–1983), isländischer Schriftsteller
- Tómas Heiðar (* 1962), isländischer Jurist, Richter am Internationalen Seegerichtshof
- Tómas Leifsson (* 1953), isländischer Skirennläufer
- Tómas Lemarquis (* 1977), isländischer SchauspielerTómas Lemarquis (* 1977)

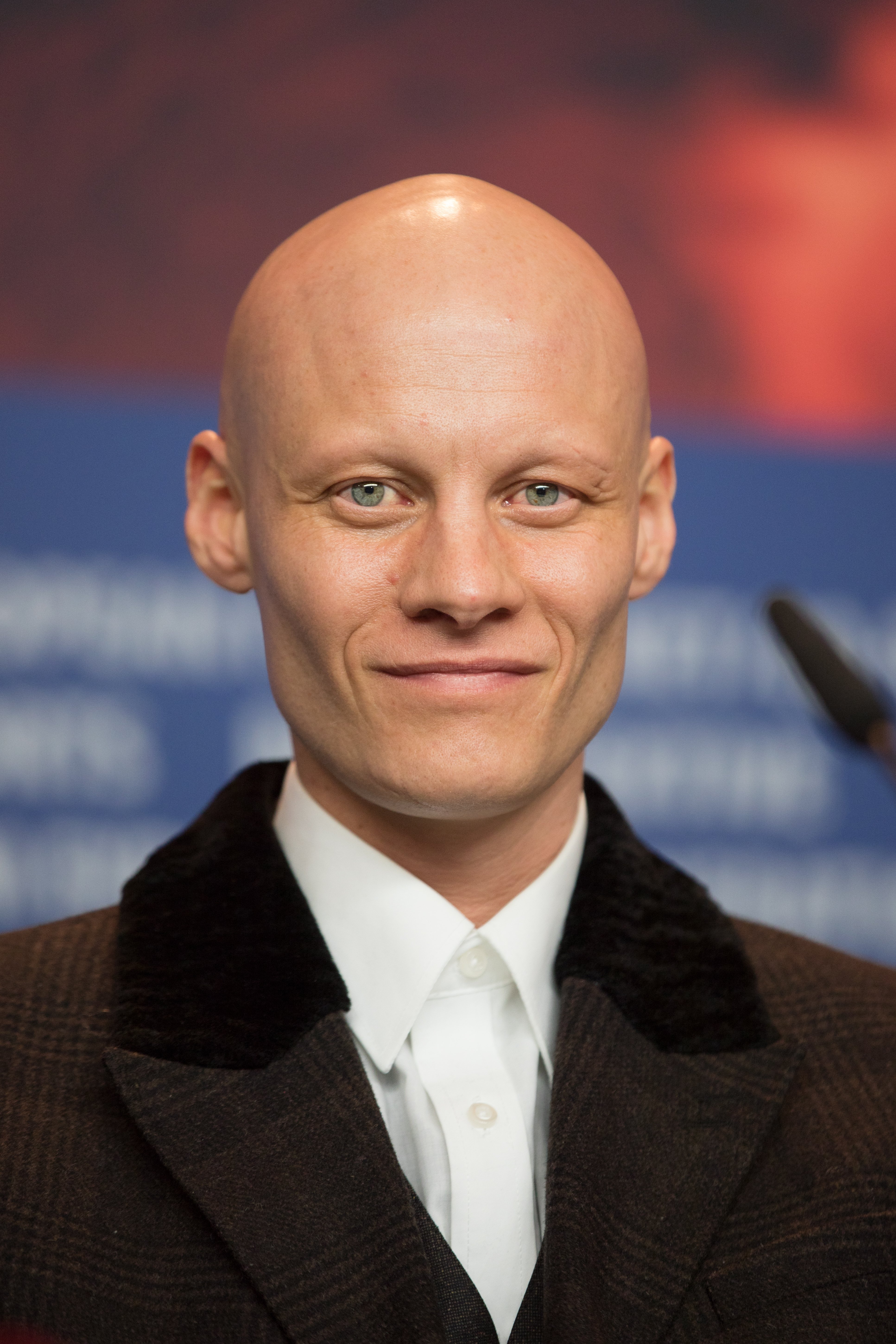
Tómas Lemarquis (* 1977)

- Tomáš Štítný ze Štítného, böhmischer Philosoph
- Tomàs, Albert (* 1970), spanischer Fußballspieler
- Tomás, Amândio José (* 1943), portugiesischer Geistlicher, emeritierter römisch-katholischer Bischof von Vila Real
- Tomás, Américo (1894–1987), portugiesischer Staatspräsident (1958–1974) und Admiral
- Tomás, Antonio (* 1985), spanischer Fußballspieler
- Tomás, Augusto da Silva (* 1957), angolanischer Politiker, Finanzwissenschaftler und Hochschullehrer
- Tomáš, Imrich (1948–2021), deutscher Maler
- Tomaš, Ivo-Valentino (1993–2019), kroatischer Fußballspieler
- Tomás, João (* 1975), portugiesischer Fußballspieler
- Tomas, Julien (* 2004), französischer Snowboarder
- Tomas, Marko (* 1985), kroatischer Basketballspieler
- Tomás, Mateus Feliciano Augusto (1958–2010), angolanischer Geistlicher und römisch-katholischer Bischof von Namibe
- Tomás, Raúl de (* 1994), spanischer Fußballspieler
- Tomás, Sebastião (1876–1945), französischer Ordensgeistlicher, Prälat von Santíssima Conceição do Araguaia
- Tomas, Stjepan (* 1976), kroatischer Fußballspieler
- Tomás, Tiago (* 2002), portugiesischer FußballspielerTiago Tomás (* 2002)

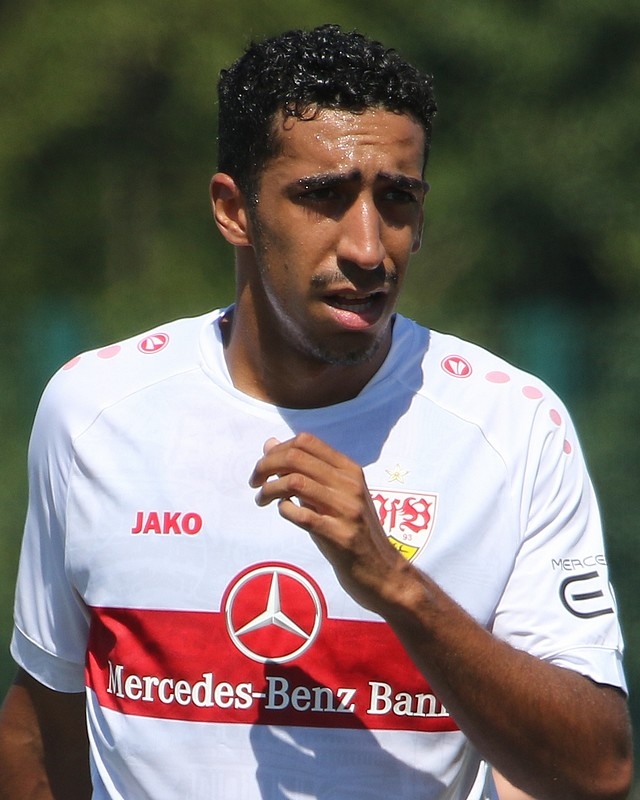
Tiago Tomás (* 2002)

- Tomás, Víctor (* 1985), spanischer Handballspieler
- Tomas, Zuzana (* 1977), slowakische Marathonläuferin
- Tomasch, Maria (1899–1943), österreichische Spionin, Widerstandskämpferin und NS-Opfer
- Tomaschek, Anton (1806–1857), Wiener Klavierbauer
- Tomaschek, Janis (* 2001), österreichischer Basketballspieler
- Tomaschek, Johann (1822–1898), österreichischer Jurist und Politiker
- Tomaschek, Karl (1828–1878), österreichischer Germanist, Literaturhistoriker und Hochschullehrer
- Tomaschek, Nino (* 1976), österreichischer Wissenschaftstheoretiker und Wissenschaftsmanager
- Tomaschek, Rudolf (1895–1966), deutscher Experimentalphysiker und Hochschullehrer
- Tomaschek, Wenzel Johann (1774–1850), tschechischer Musiklehrer und Komponist
- Tomaschek, Wilhelm (1841–1901), österreichischer Historischer Geograph
- Tomaschett, Carli (* 1958), Schweizer Romanist und Lexikograf
- Tomaschett, Maurus (* 1969), Schweizer Politiker (Die Mitte, CVP) und Grossrat
- Tomaschewitsch, Dmitri Ludwigowitsch (1899–1974), sowjetischer Flugzeugkonstrukteur
- Tomaschewski, Apollinari Iwanowitsch (1890–1926), russisch-sowjetischer Pilot
- Tomaschewski, Boris Wiktorowitsch (1890–1957), russischer Literaturwissenschaftler
- Tomaschewski, Jewgeni Jurjewitsch (* 1987), russischer Schachspieler
- Tomaschewsky, Joachim (1919–2019), deutscher Film- und Theaterschauspieler sowie Sprecher
- Tomaschewsky, Katarina (* 1949), deutsche Schauspielerin und Synchronsprecherin
- Tomaschewsky, Lisa (* 1988), deutsche SchauspielerinLisa Tomaschewsky (* 1988)

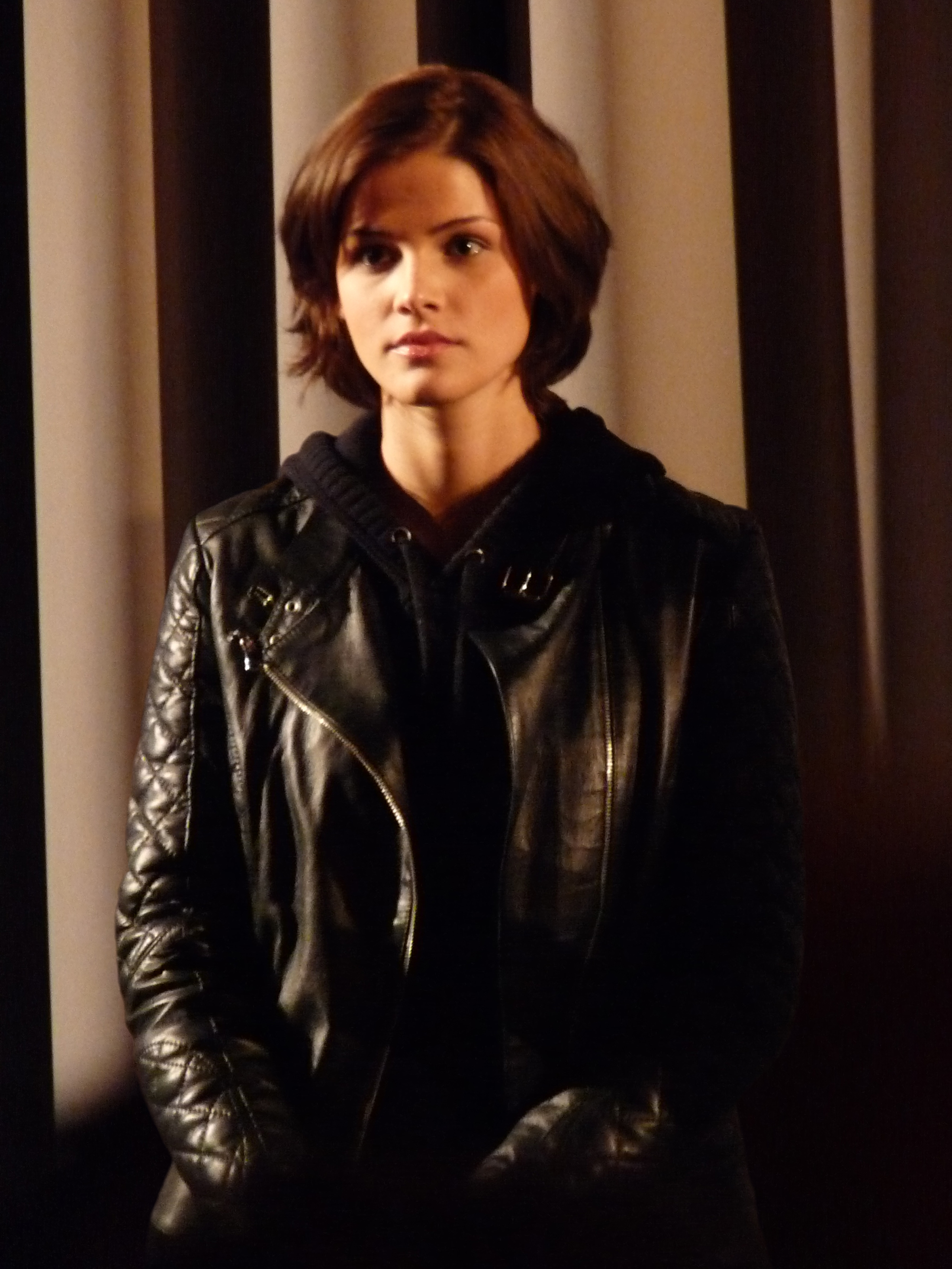
Lisa Tomaschewsky (* 1988)

- Tomaschitz, Johann (1866–1945), österreichischer Politiker (CSP), Abgeordneter zum Nationalrat
- Tomaschitz, Kurt (1961–2008), österreichischer Althistoriker und Epigraphiker
- Tomaschko, Peter (* 1973), deutscher Politiker (CSU), MdL
- Tomaschoff, Gideon (* 1956), israelisch-kanadischer abstrakter Maler
- Tomaschoff, Jan (* 1951), tschechisch-deutscher Arzt, Karikaturist und Buchautor
- Tomaschowa, Tatjana Iwanowna (* 1975), russische Mittel- und Langstreckenläuferin
- Tomaschu, Franz (1878–1948), österreichischer Maler
- Tomaschvili, Avtandil (1943–2003), georgischer Maler und Grafiker
- Tomasczewski, Benno (1837–1895), deutscher Staatsanwalt, Richter und Verwaltungsjurist, Kurator der Albertus-Universität
- Tomase, Elza (* 2002), lettische Tennisspielerin
- Tomášek, František (1899–1992), tschechischer Theologe, Weihbischof in Olmütz, Erzbischof von Prag und Kardinal der römisch-katholischen KircheFrantišek Tomášek (1899–1992)

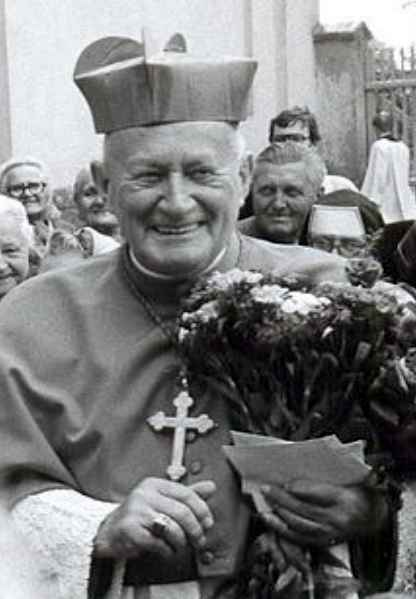
František Tomášek (1899–1992)

- Tomášek, Rudolf (* 1937), tschechoslowakischer Stabhochspringer
- Tomasek, Tomas (* 1949), deutscher Germanist
- Tomasella, Daniel (1923–2003), brasilianischer Ordensgeistlicher, römisch-katholischer Bischof von Marília
- Tomaselli, Carl der Ältere (1809–1887), österreichischer Caféhausbesitzer
- Tomaselli, Carl der Jüngere (1839–1914), österreichischer Cafétier
- Tomaselli, Franz (1801–1846), österreichischer Sänger und Schauspieler
- Tomaselli, Fritz (1921–2020), österreichischer Fußballspieler und Kommunalpolitiker
- Tomaselli, Giada (* 2003), italienische Skispringerin
- Tomaselli, Gian Ferdinando (1876–1944), italienischer Bahnradsportler, Motorrad- und Automobilrennfahrer sowie Konstrukteur
- Tomaselli, Giuseppe (1758–1836), Schauspieler und Sänger (Tenor)
- Tomaselli, Ignaz (1812–1862), österreichischer Sänger (Bariton) und Schauspieler
- Tomaselli, Katharina (1811–1857), österreichische Opernsängerin (Sopran)
- Tomaselli, Nina (* 1985), österreichische Politikerin (GRÜNE)Nina Tomaselli (* 1985)

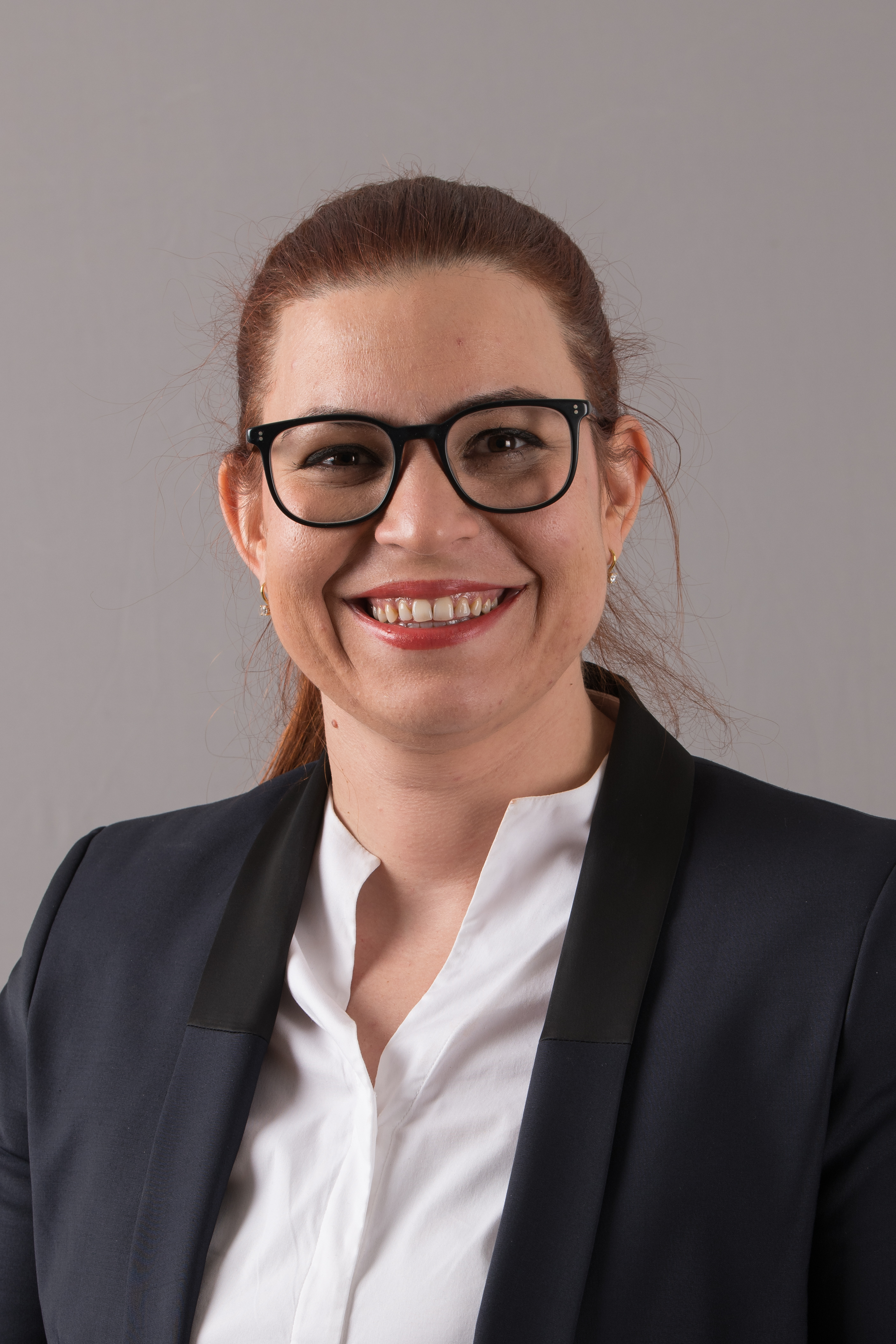
Nina Tomaselli (* 1985)

- Tomaselli, Richard (1904–1981), österreichischer Schauspieler und Wirt
- Tomasello, Michael (* 1950), US-amerikanischer Anthropologe
- Tomašević, Bato (1929–2017), jugoslawischer Diplomat, Journalist und Verleger
- Tomašević, Boško (* 1947), serbischer Dichter, Romanautor, Essayist und Literaturtheoretiker
- Tomašević, Dejan (* 1973), serbischer Basketballspieler
- Tomašević, Dragana (* 1982), serbische Diskuswerferin
- Tomašević, Ishak-beg (* 1456), osmanischer Heerführer
- Tomašević, Jelena (* 1983), serbische Sängerin
- Tomašević, Josip (* 1994), kroatischer Fußballspieler
- Tomašević, Katarina (* 1984), serbische Handballspielerin
- Tomašević, Milica (* 2004), serbische Leichtathletin
- Tomasevic, Radivoj (* 1978), deutscher Basketballspieler
- Tomašević, Stana (1921–1983), jugoslawische Politikerin, Diplomatin und Partisanin
- Tomašević, Tomislav (* 1982), kroatischer Politiker, Aktivist, Umweltschützer und Politikwissenschaftler
- Tomašević, Žarko (* 1990), montenegrinischer Fußballspieler
- Tomasevicz, Curtis (* 1980), US-amerikanischer Bobsportler
- Tomaševski, Valdemar (* 1965), litauischer Politiker polnischer Nationalität, MdEP
- Tomasgaard, Hermann (* 1994), norwegischer Segler
- Tomasi della Torretta, Pietro (1873–1962), italienischer Diplomat und Politiker
- Tomasi di Lampedusa, Giuseppe (1896–1957), italienischer SchriftstellerGiuseppe Tomasi di Lampedusa (1896–1957)

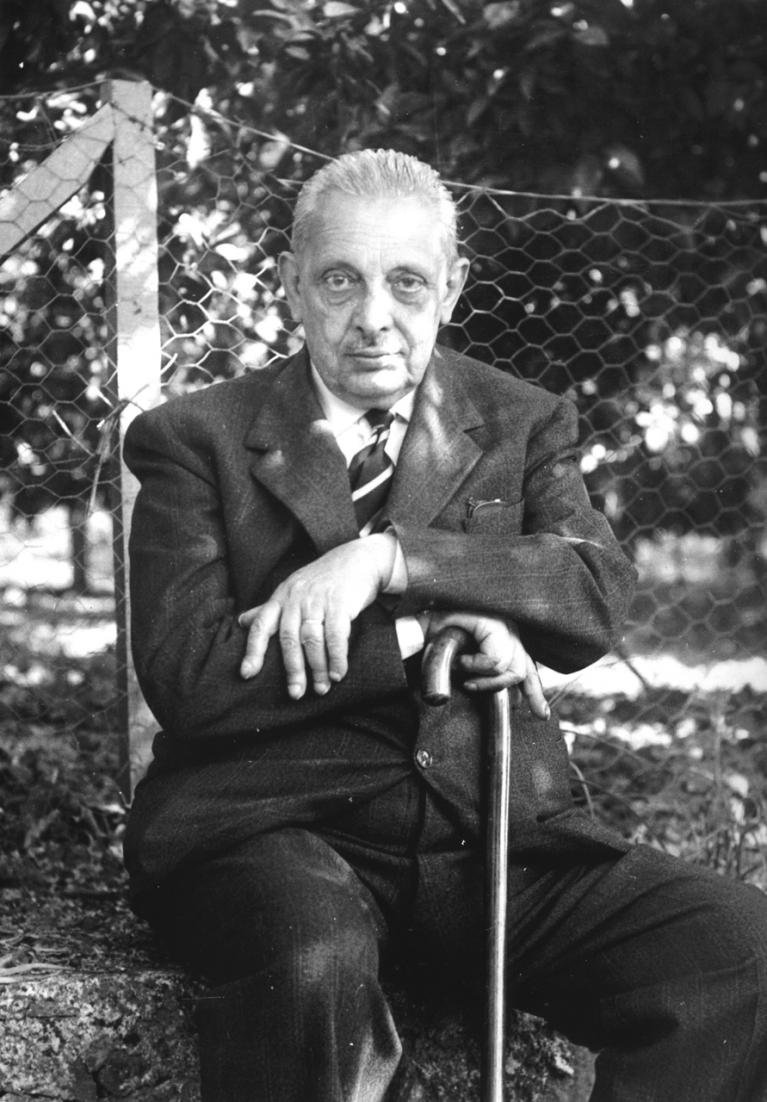
Giuseppe Tomasi di Lampedusa (1896–1957)

- Tomasi Kulimoetoke II. (1918–2007), 50. König von Uvea
- Tomasi Travaglia, Adriano (* 1939), italienischer Ordensgeistlicher, emeritierter römisch-katholischer Weihbischof in Lima
- Tomasi, Biagio († 1640), italienischer Organist und Komponist
- Tomasi, Giuseppe Maria (1649–1713), italienischer Kardinal
- Tomasi, Henri (1901–1971), französischer Komponist und Dirigent
- Tomasi, Henriette (* 1969), deutsche bildende Künstlerin, Malerin
- Tomasi, Julien, französischer Straßenradrennfahrer
- Tomasi, Lido (* 1955), italienischer Skispringer
- Tomasi, Michele (* 1965), italienischer Geistlicher und römisch-katholischer Bischof von Treviso
- Tomasi, Silvano (* 1940), italienischer Geistlicher, emeritierter Erzbischof und Diplomat des Heiligen Stuhls
- Tomasiak, Adam (* 1953), polnischer Ruderer
- Tomasiak, Paulina (* 2002), polnische Fußballspielerin
- Tomašić, Igor (* 1976), bulgarischer Fußballspieler
- Tomašić, Nikola (1864–1918), kroatischer Adliger, Politiker und Staatsmann
- Tomašić, Ruža (* 1958), kroatische Politikerin, MdEP
- Tomasik, Henryk (* 1946), polnischer Geistlicher, römisch-katholischer Bischof von Radom
- Tomášik, Samo (1813–1887), slowakischer Schriftsteller und Dichter
- Tomasin, Adelio (1930–2024), italienischer Ordensgeistlicher, römisch-katholischer Bischof von Quixadá
- Tomasin, Jenny (1938–2012), englische Schauspielerin
- Tomasina Morosini, Herzogin von Slawonien
- Tomasini, Ernesto (* 1968), italienischer Schauspieler, Sänger und Autor
- Tomasini, Fabienne (* 1997), österreichische Handballspielerin
- Tomasini, Friederike (1810–1886), deutsche Opernsängerin (Koloratursopran)
- Tomasini, George (1909–1964), US-amerikanischer Filmeditor
- Tomasini, Giacomo Filippo (1595–1655), italienischer Bischof, Schriftsteller, Historiker und Gelehrter
- Tomasini, Luigi (1741–1808), Violinist und Komponist der Klassik
- Tomaso, Alejandro de (1928–2003), argentinischer Gründer und Präsident des Sportwagenherstellers De Tomaso Modena S.p.AAlejandro de Tomaso (1928–2003)

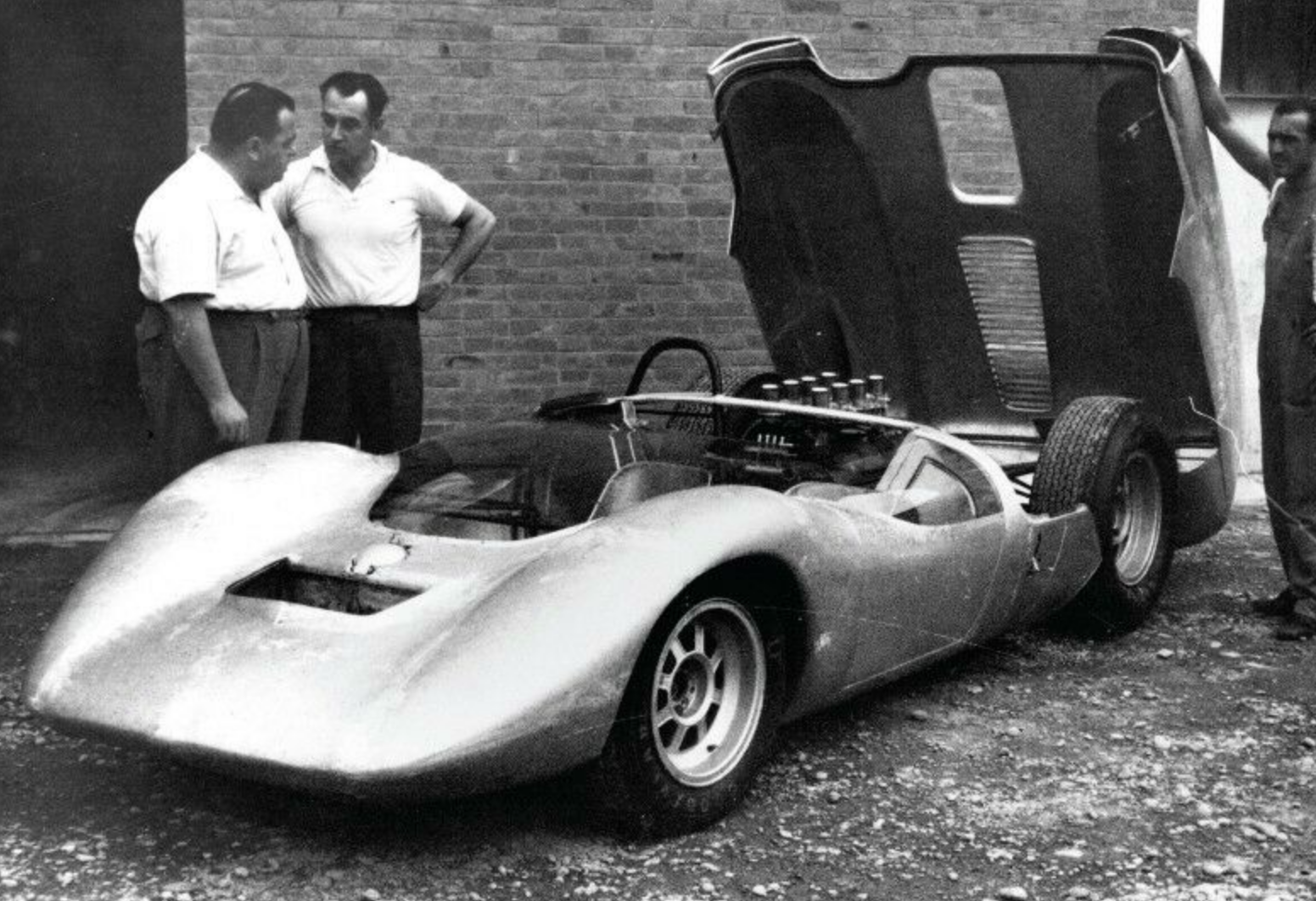
Alejandro de Tomaso (1928–2003)

- Tomasone, Julia (* 1998), kanadische Schauspielerin, Filmemacherin und Casting Director
- Tomasoni, Federico (* 1997), italienischer Skirennläufer und Freestyle-Skier
- Tomasoni, Francesco (* 1947), italienischer Philosoph und Hochschullehrer
- Tomasoni, Omar (* 1984), italienischer Trompeter
- Tomasov, Marin (* 1987), kroatischer Fußballspieler
- Tomášová, Marie (1929–2025), tschechische Schauspielerin
- Tomasović, Marko (* 1981), jugoslawisch-kroatischer Boxer und Kickboxer
- Tomassetti, Vittorio (1930–2008), italienischer Bischof
- Tomassi, Giorgia (* 1970), italienische Pianistin
- Tomassi, Vincenzo (1937–1993), italienischer Filmeditor
- Tomassi-Caetani, Giacomo († 1300), Kardinal
- Tomassian, Alexis (* 1979), französischer Schauspieler und Synchronsprecher armenischer Abstammung
- Tomassina, Humberto (1898–1981), uruguayischer Fußballspieler
- Tomassini, Fabio (* 1996), san-marinesischer Fußballspieler
- Tomassini, Roberto (* 1962), san-marinesischer Radrennfahrer
- Tomassini, Simone (* 1974), italienischer Sänger
- Tomasso, Daniel Di (* 1983), kanadischer Schauspieler und Model
- Tomasso, Enrico (* 1961), britischer Jazzmusiker (Trompete, Flügelhorn, Kornett)
- Tomasson, Beatrice (1859–1947), britische Bergsteigerin
- Tomasson, Jon Dahl (* 1976), dänischer Fußballspieler und -trainerJon Dahl Tomasson (* 1976)

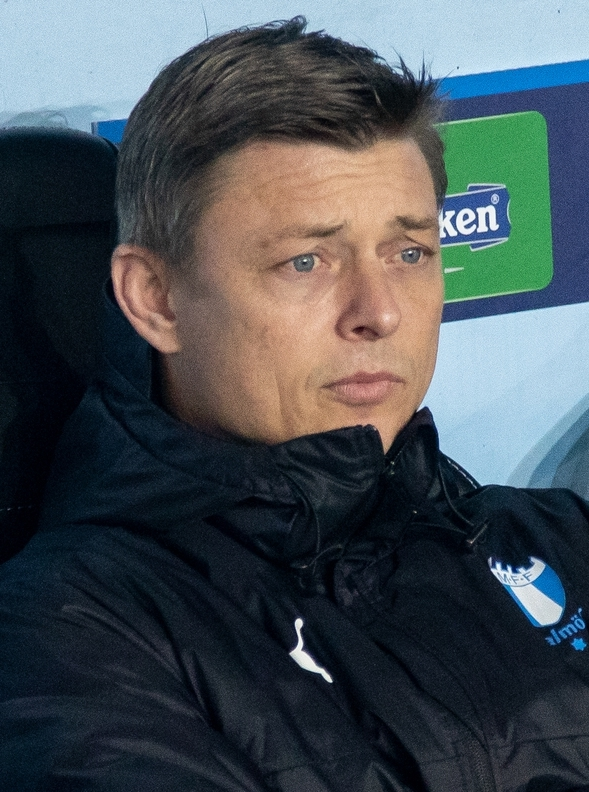
Jon Dahl Tomasson (* 1976)

- Tomasson, Kris, US-amerikanischer Industriedesigner
- Tomasson, Torkel (1881–1940), samischer Redakteur und Ethnologe
- Tomassoni, Alessandro († 1555), italienischer Condottiere
- Tomassoni, David (1952–2022), US-amerikanisch-italienischer Eishockeyspieler und Politiker
- Tomassoni, Matt (* 1989), US-amerikanischer Eishockeyspieler
- Tomassoni, Mirko (* 1969), san-marinesischer Politiker
- Tomasulo, Robert (1934–2008), US-amerikanischer Computeringenieur
- Tomasz Strzępiński (1398–1460), römisch-katholischer Bischof von Krakau, Unterkronkanzler von Polen
- Tomaszczuk, Constantin (1840–1889), österreichischer Rechtswissenschaftler und Politiker, Gründungsrektor der Universität Czernowitz
- Tomaszek, Robert (* 1981), deutsch-polnischer Basketballspieler
- Tomaszewicz, Edward (* 1952), litauischer Politiker
- Tomaszewski, Andrzej (1934–2010), polnischer Kunsthistoriker, Denkmalpfleger und Architekt
- Tomaszewski, Dawid (* 1979), polnischer Modedesigner
- Tomaszewski, Henryk (1914–2005), polnischer Plakatmaler
- Tomaszewski, Henryk (1919–2001), polnischer Schauspieler und Pantomime
- Tomaszewski, Jan (* 1948), polnischer FußballtorhüterJan Tomaszewski (* 1948)

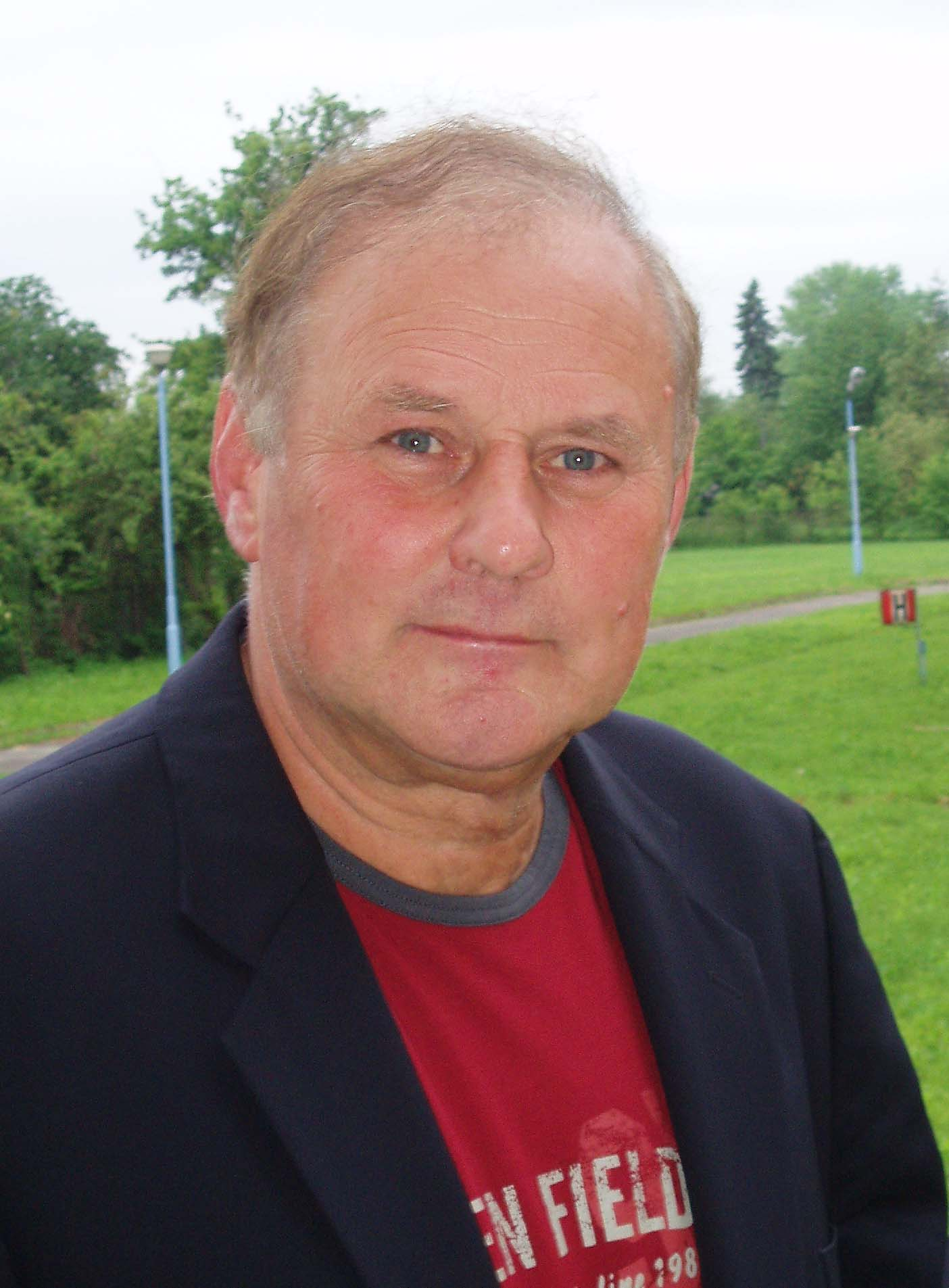
Jan Tomaszewski (* 1948)

- Tomaszewski, Tadeusz (1881–1950), polnischer Politiker; Ministerpräsident Polens (Exilregierung)
- Tomaszewski, Tadeusz (* 1959), polnischer Politiker, Mitglied des Sejm
- Tomaszewski, Tomasz (* 1953), polnischer Fotograf
- Tomaszewski, Tomasz, polnischer Violinist
- Tomaszycki, Marek (* 1958), polnischer Generalleutnant

#### Tomat
- Tomat, Andrea (* 1957), italienischer Unternehmer
- Tomatis, Alfred A. (1920–2001), französischer HNO-Arzt und Entwickler der Audio-Psycho-Phonologie (APP)
- Tomatis, Andrea (* 1978), italienischer Volleyball- und Beachvolleyballspieler
- Tomatis, Carlo Alessandro (1739–1797), Theaterdirektor, Impresario
- Tomatis, David (* 1962), monegassischer Bobsportler, Medienunternehmer, Sportmanager und -funktionär sowie Regierungsbeamter
- Tomatito (* 1958), spanischer Flamenco-Gitarrist
- Tomatolix (* 1993), deutscher WebvideoproduzentTomatolix (* 1993)

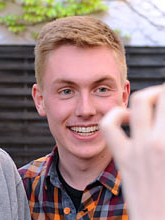
Tomatolix (* 1993)

- Tomatsu, Haruka (* 1990), japanische Synchronsprecherin (Seiyū) und Sängerin
- Tōmatsu, Shōmei (1930–2012), japanischer Fotograf

#### Tomay
- Tomay, Mesut Can (* 1999), türkischer Schauspieler und Webvideoproduzent
- Tomayer, Horst (1938–2013), deutscher Dichter, Kolumnist, Schauspieler und Autor

#### Tomaz
- Tomaz, Caroline (* 1994), brasilianische Hürdenläuferin
- Tomazela Pissinato, Micheli (* 1984), brasilianische Volleyballspielerin
- Tomaževič, Blaž (* 1997), slowenischer Eishockeyspieler
- Tomažič, Agata (* 1977), slowenische Schriftstellerin, Journalistin und Übersetzerin
- Tomažič, Ivan Jožef (1867–1949), Bischof von Lavant

### Tomb
- Tomb, Ronza, libanesische Sängerin
- Tomba, Alberto (* 1966), italienischer Skirennläufer
- Tomba, Pietro (1774–1846), italienischer Architekt
- Tombak, Janek (* 1976), estnischer Radrennfahrer
- Tombalbaye, François (1918–1975), tschadischer Politiker und PräsidentFrançois Tombalbaye (1918–1975)

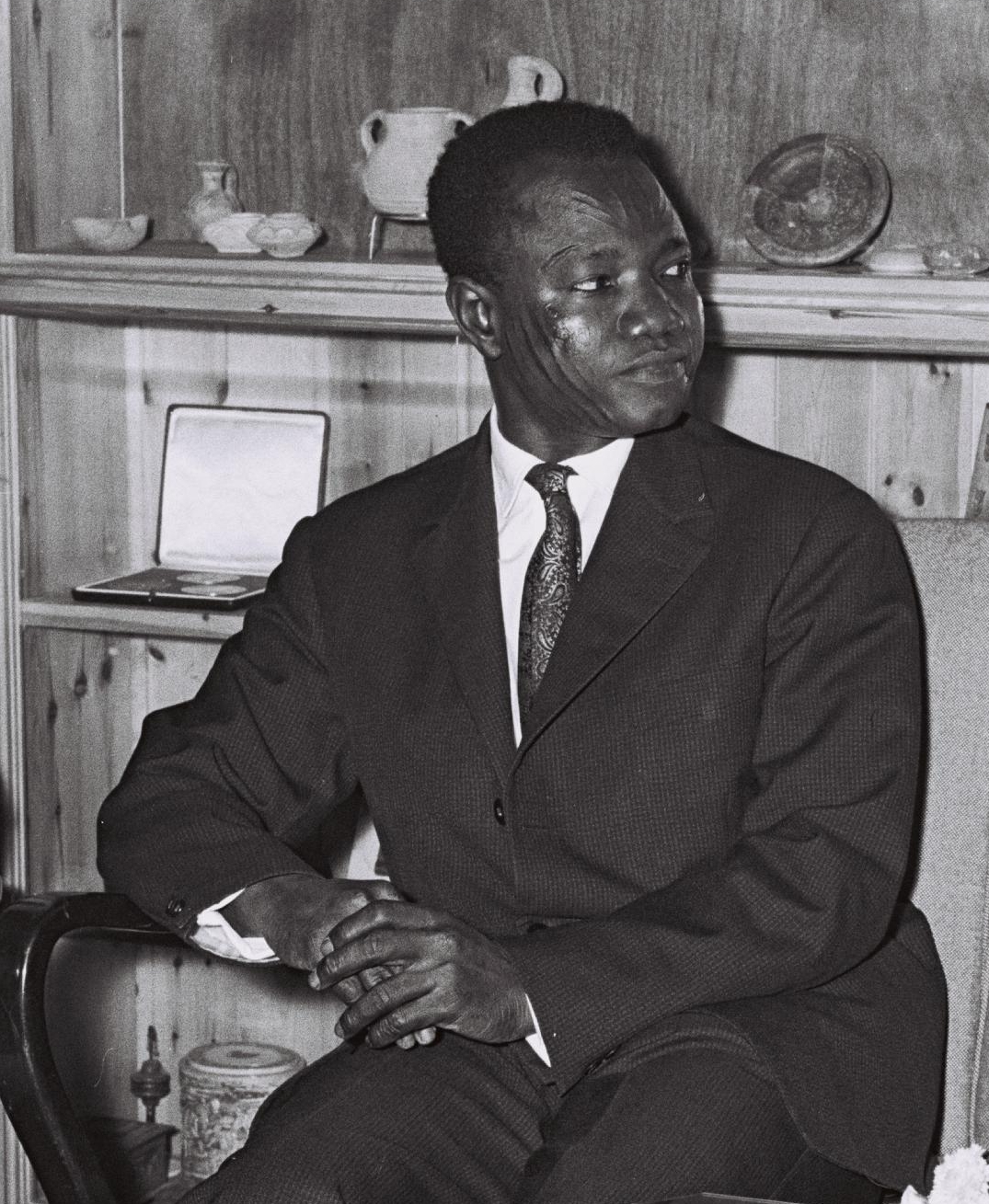
François Tombalbaye (1918–1975)

- Tombaugh, Clyde (1906–1997), US-amerikanischer Astronom und Entdecker des Zwergplaneten Pluto
- Tombaugh, Patricia (1912–2012), US-amerikanische Namensgeberin für einen Asteroiden und Ehefrau von Clyde Tombaugh
- Tombazis, Iakovos (1782–1829), griechischer Reeder, Kaufmann, Mitglied der Filiki Eteria, Admiral der Griechischen Flotte
- Tombazis, Nikolas (* 1968), griechischer Automobildesigner und -konstrukteur
- Tombeck (* 1974), deutscher Zauberkünstler
- Tombelli, Maura (* 1952), italienische Astronomin
- Tomberg, Friedrich (1932–2022), deutscher Philosoph und Hochschullehrer, Agent der DDR-Staatssicherheit
- Tomberg, Markus (* 1968), deutscher katholischer Theologe
- Tomberg, Valentin (1900–1973), Rechtswissenschaftler und Mystiker
- Tombers, Klaus-Peter (1939–2016), deutscher Boxer
- Tombes, Andrew (1885–1976), US-amerikanischer Theater- und Filmschauspieler
- Tombeur de Tabora, Charles (1867–1947), belgischer General
- Tombides, Dylan (1994–2014), australischer Fußballspieler
- Tombiński, Jan (* 1958), polnischer DiplomatJan Tombiński (* 1958)

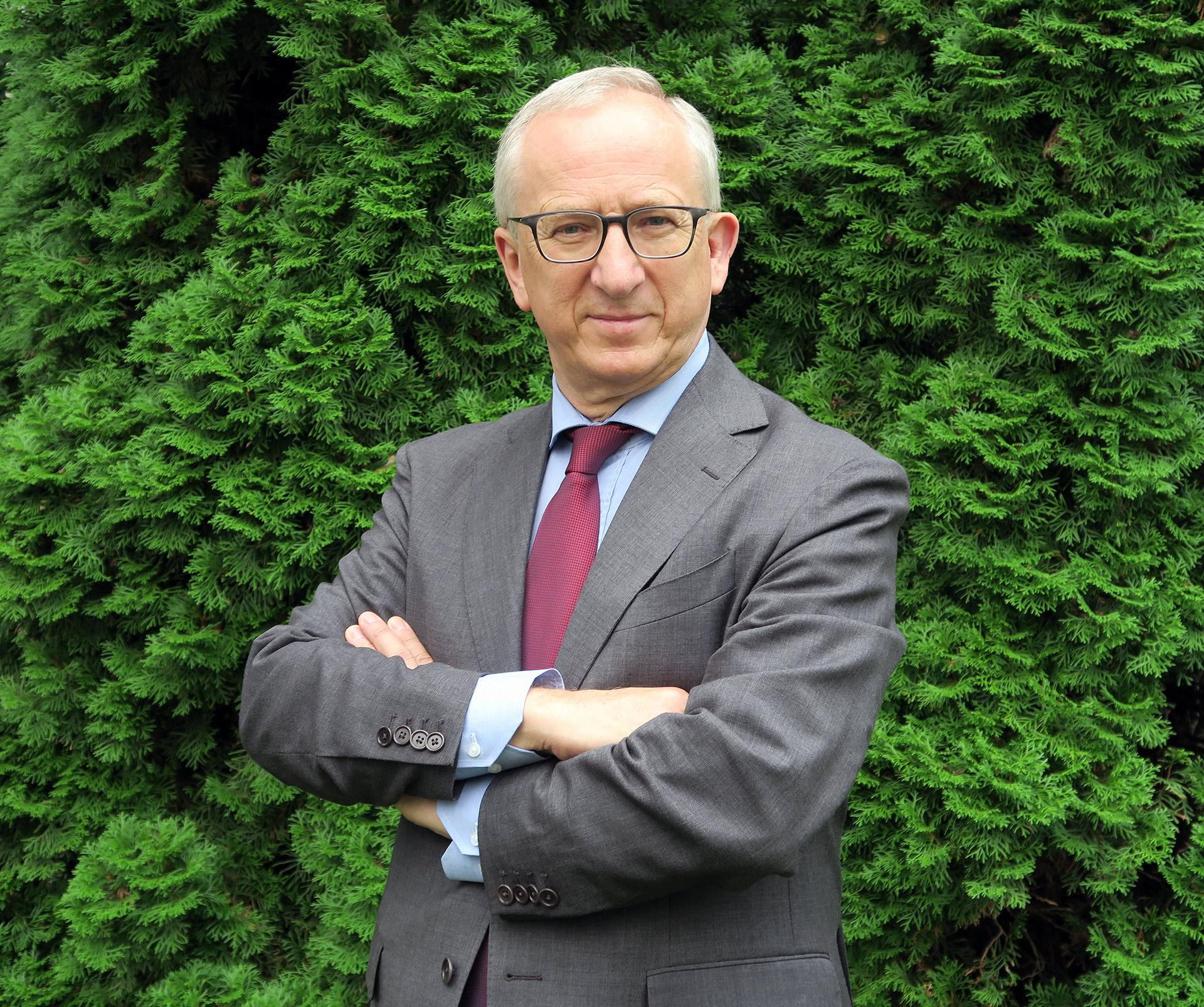
Jan Tombiński (* 1958)

- Tombiri, Mary (* 1972), nigerianische Sprinterin
- Tombleson, William (* 1795), englischer Zeichner, Kupfer- und Stahlstecher, Autor und Verleger
- Tomblin, David (1930–2005), britischer Filmproduzent, Regisseur, Drehbuchautor
- Tomblin, Earl Ray (* 1952), US-amerikanischer Politiker
- Tomblin, Lisa, britische Friseurin
- Tomböck, Wolfgang (* 1957), österreichischer Hornist
- Tombrink, Christian (* 1963), deutscher Jurist und Richter am Bundesgerichtshof
- Tombrock, Elisabeth (1887–1938), Ordensfrau
- Tombrock, Hans (1895–1966), deutscher Maler
- Tombros, Michael (1889–1974), griechischer Bildhauer
- Tombs, Francis Leonard (1924–2020), britischer Industrieller, Politiker und Life Peer
- Tombul, Ezgi (* 1987), türkische Schauspielerin

### Tomc
- Tomc, Romana (* 1965), slowenische Politikerin
- Tomčić, Goran (* 1964), kroatischer Künstler
- Tomčić, Zlatko (* 1945), kroatischer Politiker
- Tomčić, Zoran (* 1970), kroatischer Fußballspieler
- Tomčíková, Zuzana (* 1988), slowakische Eishockeytorhüterin
- Tomčko, Ladislav (* 1984), slowakischer Badmintonspieler
- Tomcraft (1975–2024), deutscher DJTomcraft (1975–2024)

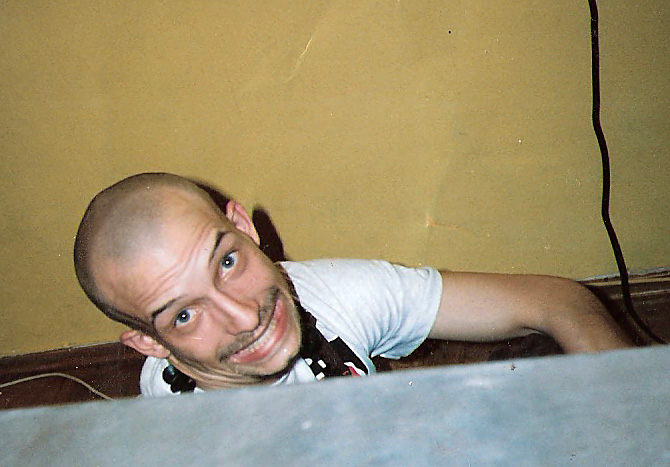
Tomcraft (1975–2024)

- Tomcsányi, Vilmos Pál (1880–1959), ungarischer Jurist, Politiker und Minister
- Tomcsik, Josef (1898–1964), ungarisch-schweizerischer Mediziner
- Tomczak, Bartłomiej (* 1985), polnischer Handballspieler
- Tomczak, Hans-Joachim (1927–1973), deutscher Wirtschaftsfunktionär, Mitglied des ZK der SED
- Tomczak, Jürgen (* 1944), deutscher Fußballspieler
- Tomczak, Kim (* 1952), kanadischer Videokünstler
- Tomczak, Matthias (1941–2019), deutscher Ozeanograph
- Tomczak, Raimund (* 1947), deutscher Politiker (FDP), MdL
- Tomczak, Torsten (* 1959), Schweizer Betriebswirt
- Tomczak, Witold (1957–2025), polnischer Politiker, Mitglied des Sejm, MdEP und Arzt
- Tomczak-Jaegermann, Nicole (1945–2022), polnisch-kanadische Mathematikerin
- Tomczyk, Cezary (* 1984), polnischer Politiker (Platforma Obywatelska), Mitglied des Sejm
- Tomczyk, Hermann (* 1950), deutscher Sportfunktionär, ADAC-Sportpräsident, Vizepräsident des Automobilweltverbandes FIA
- Tomczyk, Markus (* 1980), deutscher Schauspieler
- Tomczyk, Martin (* 1981), deutscher Automobilrennfahrer
- Tomczykiewicz, Tomasz (1961–2015), polnischer Politiker (Platforma Obywatelska), Mitglied des Sejm

### Tome
- Tome de Jesus (1529–1582), portugiesischer Gelehrter und Schriftsteller
- Tomé, Montserrat (* 1982), spanische Fußballspielerin und -trainerinMontserrat Tomé (* 1982)

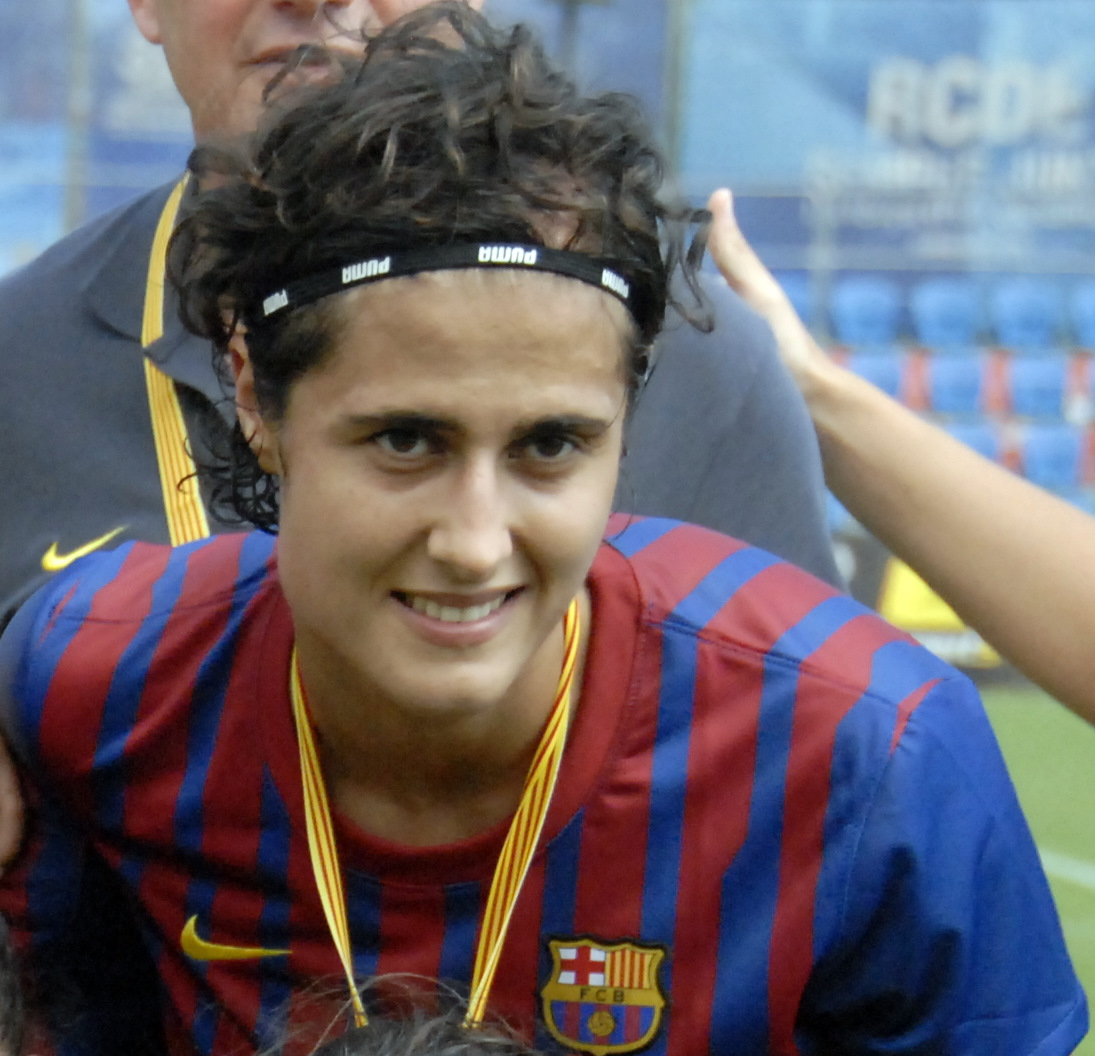
Montserrat Tomé (* 1982)

- Tomé, Tânia (* 1981), mosambikanische Sängerin
- Tomec, Heinrich (1863–1928), österreichischer Landschaftsmaler
- Tomečak, Ivan (* 1989), kroatischer Fußballspieler
- Tomeček, Tomáš (* 1970), tschechischer Rallyefahrer
- Tomečková, Zuzana (* 2008), slowakische Eishockeytorhüterin
- Tomedi, Gerhard (* 1954), österreichischer Prähistoriker
- Tomedi, Pia (* 1988), österreichische Politikerin der KPÖ
- Tomeh, Ahmed (* 1965), syrischer Zahnarzt und Gegenpremier
- Tomei, Annemarie (1928–2021), deutsche Politikerin (FDP), MdL
- Tomei, Concetta (* 1945), US-amerikanische Film- und Theaterschauspielerin
- Tomei, Francesco (* 1985), italienischer Radrennfahrer
- Tomei, Marisa (* 1964), US-amerikanische SchauspielerinMarisa Tomei (* 1964)

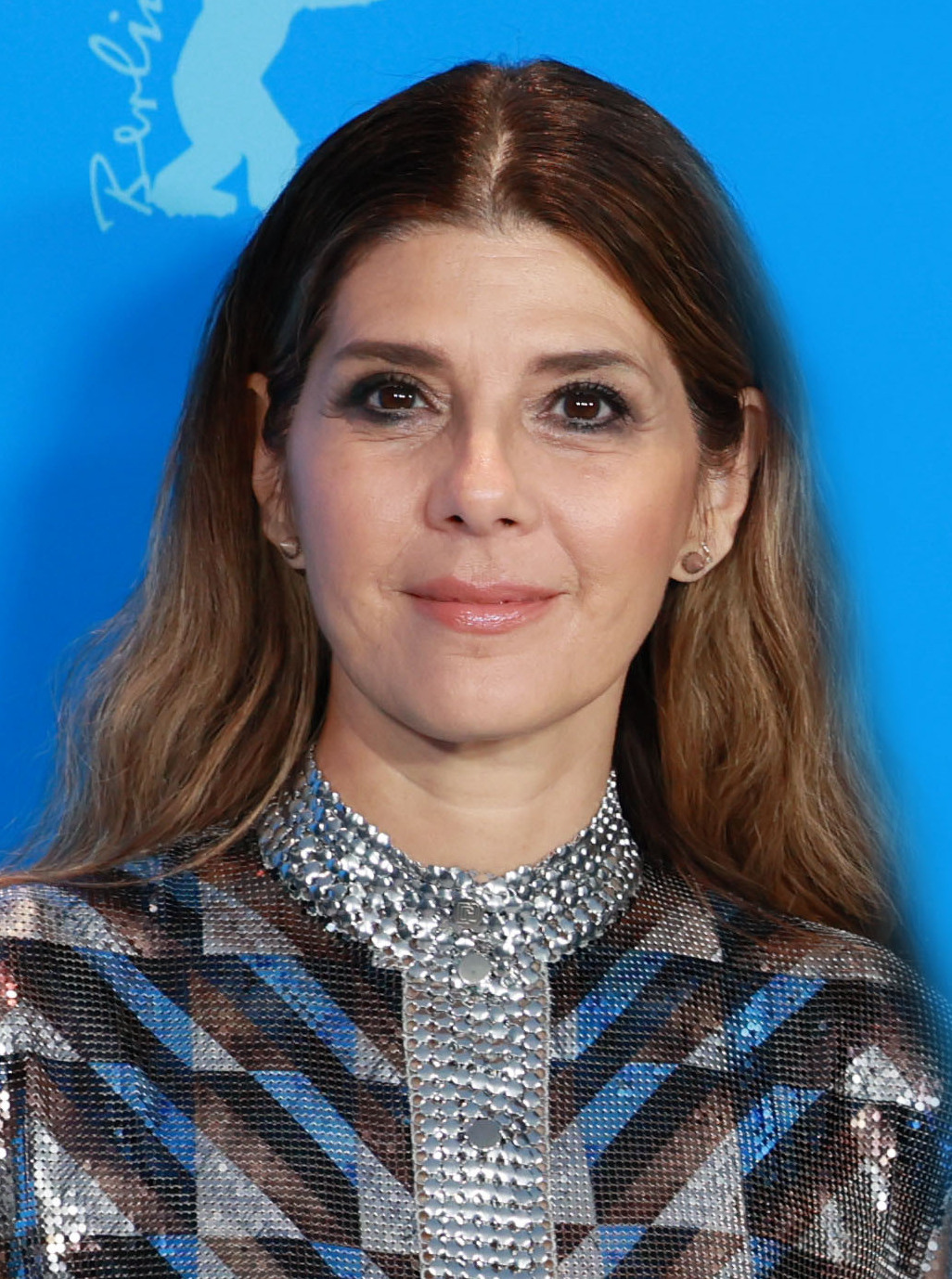
Marisa Tomei (* 1964)

- Tōmei, Yumi (* 1972), japanische Fußballspielerin
- Tomeing, Litokwa (1939–2020), marshallischer Politiker, Präsident der Marshallinseln
- Tomek, Ellen (* 1984), US-amerikanische Ruderin
- Tomek, Erich (1930–2025), österreichischer Filmproduzent und Drehbuchautor
- Tomek, Ernst (1879–1954), österreichischer Kirchenhistoriker
- Tomek, Johanna (* 1940), österreichische Intendantin, Regisseurin und Schauspielerin
- Tomek, Otto (1928–2013), österreichischer Musikpublizist und Rundfunkredakteur
- Tomek, Teresa (* 1945), polnische Ornithologin und Paläontologin
- Tomek, Tomáš (* 1988), slowakischer Eishockeytorwart
- Tomek, Václav Vladivoj (1818–1905), österreichischer Historiker und Politiker
- Tomek, Vladimír (1923–1984), tschechoslowakischer Jazzgitarrist und Komponist
- Tomelty, Frances (* 1948), nordirische Schauspielerin
- Tomenko, Taras (* 1976), ukrainischer Filmregisseur
- Tomeno, Ana (* 1998), spanische Schauspielerin
- Tomeny, Cat, US-amerikanische Schauspielerin
- Tomeo, Javier (1932–2013), spanischer Schriftsteller
- Tomeo, Niccolò Leonico (1456–1531), italienischer Humanist, Hochschullehrer für Altgriechische Sprache
- Tomer, William G. (1833–1896), US-amerikanischer Kirchenlieddichter, Musiker und Lehrer
- Tomera, Joanna (* 1999), französische Tennisspielerin
- Tomerius, Cornelia (* 1974), deutsche Journalistin und Buchautorin
- Tomes, John (1815–1895), britischer Zahnarzt und Verfasser zweier zahnärztlicher Standardwerke
- Tomeš, Karel (1877–1945), tschechoslowakischer Politiker, Bürgermeister von Brünn und Widerstandskämpfer gegen das NS-Regime
- Tomeš, Miroslav (* 1985), tschechischer Biathlet
- Tomes, Robert Fisher (1823–1904), britischer Zoologe
- Tomesch, Jef (* 1976), deutscher Basketballspieler
- Tomešová, Barbora (* 1986), tschechische Biathletin
- Tometi, Opal (* 1984), US-amerikanische Aktivistin
- Tomezzoli, Cinzia (* 1988), Schweizer Basketballspielerin

### Tomi
- Tomi, Friedrich (* 1943), deutscher Mathematiker
- Tomi, Ingo (* 1976), deutscher Schauspieler
- Tomiak, Boris (* 1998), deutscher Fußballspieler
- Tomiak, June (* 1997), deutsche Politikerin (Bündnis 90/Die Grünen), MdA
- Tomiak, Tomasz (1967–2020), polnischer Ruderer
- Tomić, Aleksa (* 2003), serbischer Mittelstreckenläufer
- Tomić, Ante (* 1983), kroatischer Fußballspieler
- Tomić, Ante (* 1987), kroatischer Basketballspieler
- Tomic, Bernard (* 1992), australischer TennisspielerBernard Tomic (* 1992)

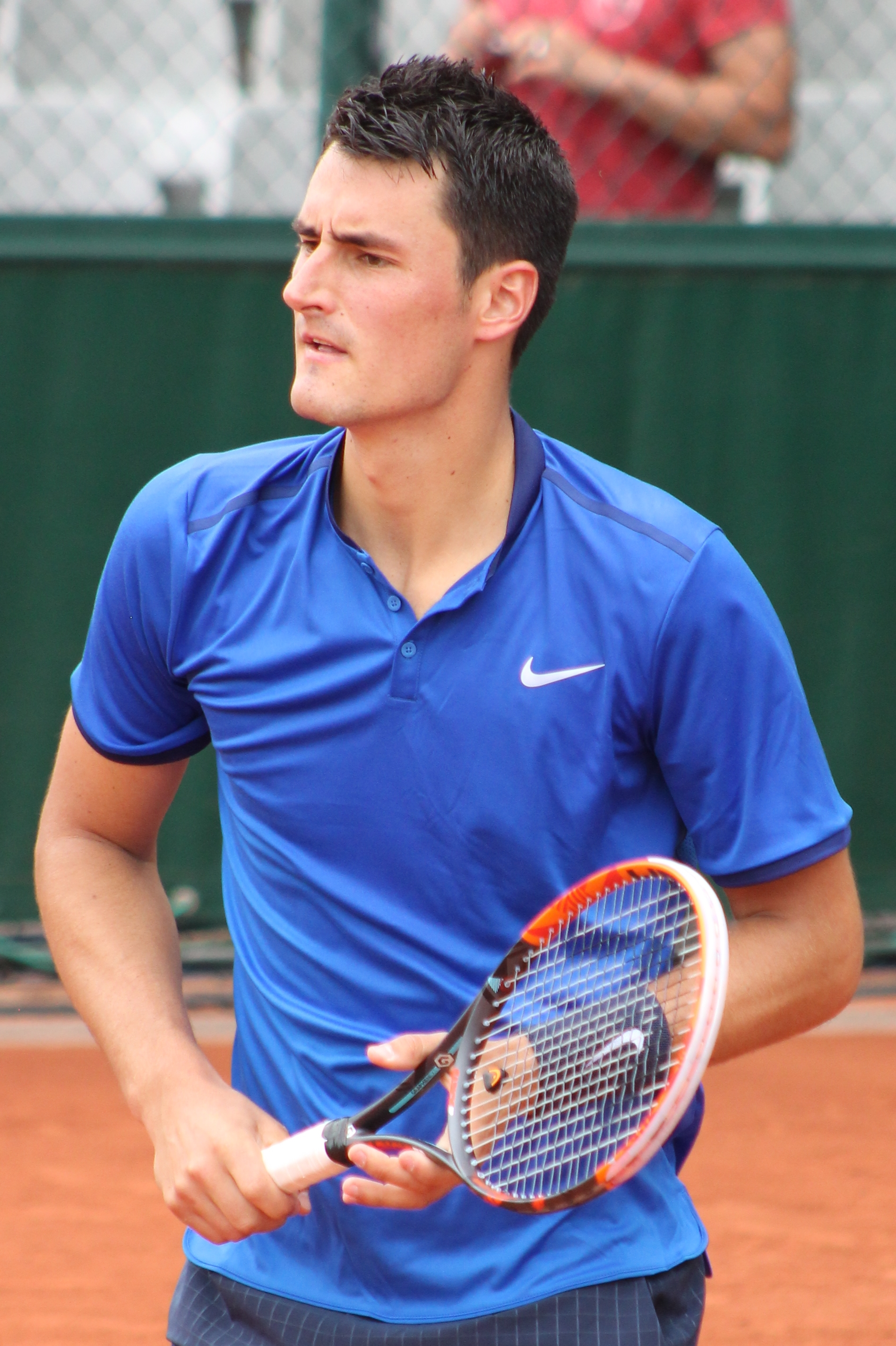
Bernard Tomic (* 1992)

- Tomić, Boris (* 1970), kroatischer Handballspieler
- Tomic, Chris (* 1978), deutscher Informatiker, Erfinder und Unternehmer
- Tomić, David (* 1998), deutscher Fußballspieler
- Tomić, Davor (* 2002), kroatischer Fußballspieler
- Tomic, Denis (* 1998), österreichischer Fußballspieler
- Tomić, Đorđe (* 1972), jugoslawischer Fußballspieler
- Tomić, Dragan (1935–2022), serbischer Politiker
- Tomic, Drazan (* 1974), deutscher Basketballspieler kroatischer Herkunft
- Tomić, Goran (* 1977), kroatischer Fußballspieler und -trainer
- Tomić, Jaša (1856–1922), serbischer Politiker, Publizist, Journalist und Literat
- Tomic, Josephine (* 1989), australische Radrennfahrerin
- Tomić, Luka (* 2007), serbischer Stabhochspringer
- Tomić, Marina (* 1983), slowenische Hürdenläuferin
- Tomić, Mario (* 1988), kroatisch-katarischer Handballspieler
- Tomić, Marko (* 1988), serbischer Radrennfahrer
- Tomič, Michal (* 1999), slowakischer Fußballspieler
- Tomić, Mijat, kroatischer Heiducke
- Tomić, Miloš (* 1980), serbischer Ruderer
- Tomić, Nemanja (* 1988), serbischer Fußballspieler
- Tomic, Sara (* 1998), australische Tennisspielerin
- Tomic, Tomas (* 1977), deutscher FußballspielerTomas Tomic (* 1977)

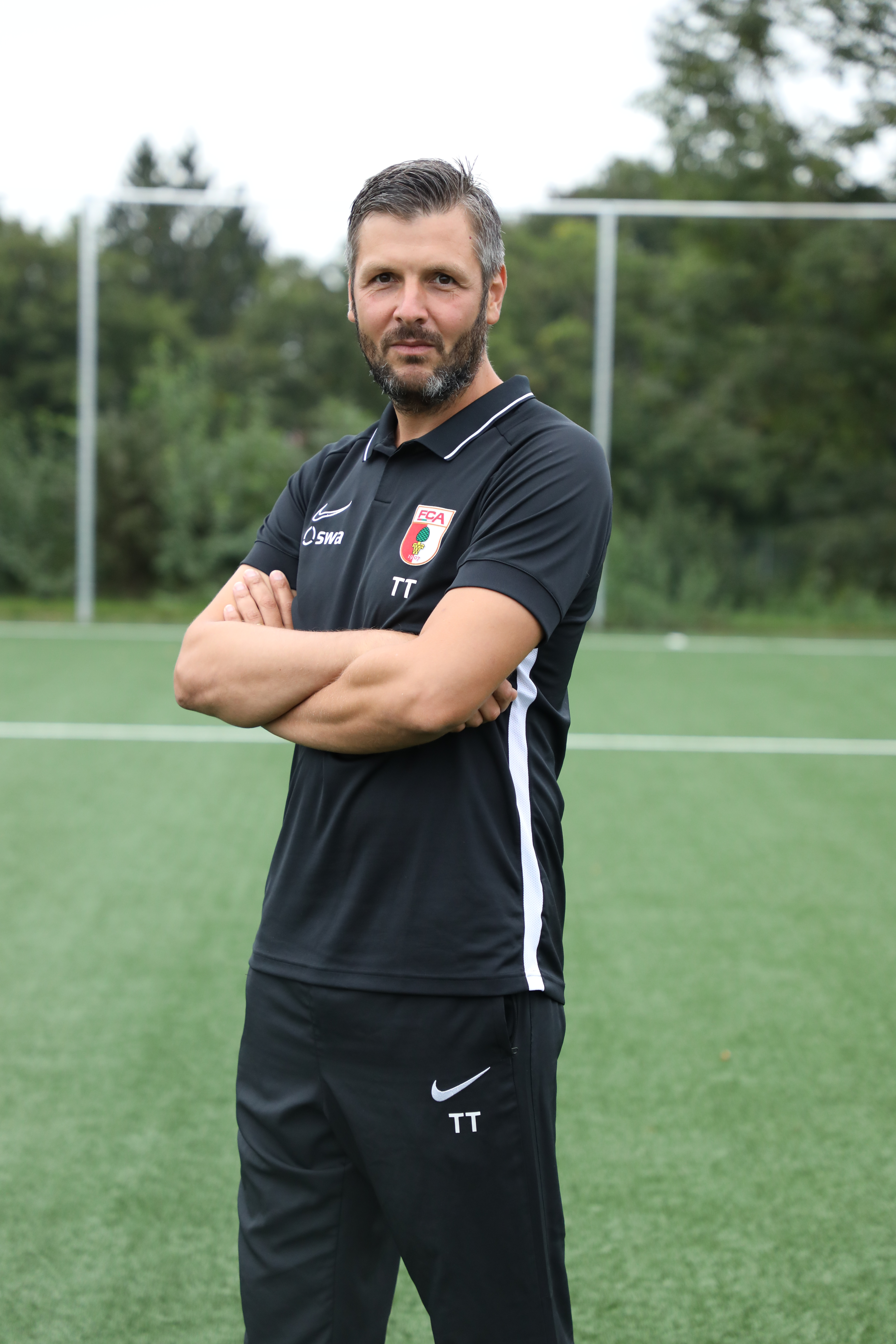
Tomas Tomic (* 1977)

- Tomić, Tomislav (* 1990), bosnischer Fußballspieler
- Tomić, Vjekoslav (* 1983), kroatischer Fußballspieler
- Tomić, Yves (* 1968), französischer Historiker, der hauptsächlich über die Geschichte Jugoslawiens arbeitet
- Tomicek, Jürgen (* 1957), deutscher Karikaturist
- Tomićević, Marko (* 1990), serbischer Kanute
- Tomich, Dale Wayne (1946–2024), US-amerikanischer Soziologe, Historiker und Hochschullehrer
- Tomich, P. Quentin (1920–2014), US-amerikanischer Mammaloge und Parasitologe
- Tomich, Peter (1893–1941), Matrose der US Navy, Träger der Medal of Honor
- Tomičić Prezelj, Joni (* 1993), slowenische Hürdenläuferin
- Tomičić, Tonka (* 1976), chilenisches Mannequin, Schauspielerin und Fernsehmoderatorin
- Tomicich, Franz de Paula (* 1729), österreichischer Theologe und Direktor der Universitätsbibliothek Graz
- Tomicki, Peter III. (1464–1535), polnischer Bischof von Krakau und Humanist
- Tomicová, Pavla (* 1962), tschechische Schauspielerin
- Tomidokoro, Yū (* 1990), japanischer Fußballspieler
- Tomii, Daiki (* 1989), japanischer Fußballspieler
- Tomii, Eiji (* 1987), japanischer Fußballspieler
- Tomii, Gen (* 1973), japanischer nordischer Kombinierer
- Tomii, Masaaki (1858–1935), japanischer Rechtswissenschaftler
- Tomík, Róbert (* 1976), slowakischer Eishockeyspieler
- Tomiki, Kenji (1900–1979), japanischer Aikido-Lehrer
- Tomilina, Diana (* 1979), ukrainische Wasserspringerin
- Tomilinas, Tomas (* 1983), litauischer Politiker der Partei Lietuvos valstiečių ir žaliųjų sąjunga, stellv
- Tomimoto, Kenkichi (1886–1963), japanischer Töpfer
- Tomin, Mykola (* 1948), sowjetisch-ukrainischer Handballspieler
- Tominac Matačić, Vesna (* 1968), kroatische Schauspielerin
- Tominaga, Hideaki (* 1976), japanischer Fußballspieler
- Tominaga, Naoki (1913–2006), japanischer Bildhauer
- Tominaga, Niina (* 2004), japanischer Fußballspieler
- Tominaga, Tarō (1901–1925), japanischer Schriftsteller
- Tominaga, Yasuhiro (* 1980), japanischer Fußballspieler
- Tominari, Shinji (* 1987), japanischer Fußballspieler
- Tomine, Adrian (* 1974), US-amerikanischer Comiczeichner
- Tominec, Nik (* 1991), schweizerisch-slowenisch-kroatischer Handballspieler und -funktionär
- Tomingas, Tuuli (* 1995), estnische Biathletin
- Tominz, Augusto (1818–1883), italienischer Maler und Galeriedirektor
- Tominz, Giuseppe (1790–1866), italienischer Maler
- Tomio, Cédric (* 1969), französischer Skibergsteiger
- Tomioka, Kihei (1932–2007), japanischer Radrennfahrer
- Tomioka, Taeko (1935–2023), japanische Dichterin, Schriftstellerin und Kritikerin
- Tomioka, Tessai (1836–1924), japanischer Maler
- Tomisawa, Seitarō (* 1982), japanischer Fußballspieler
- Tomisawa, Uio (1902–1970), japanischer Schriftsteller und Künstler
- Tomishima, Hitoshi (* 1964), japanischer Fußballspieler
- Tomiška, Alois (1867–1946), tschechisch-österreichischer Unternehmer und Erfinder des Prinzips der Double-Action-Automatikpistole
- Tomislav, Fürst und König von Kroatien (910–928)Tomislav

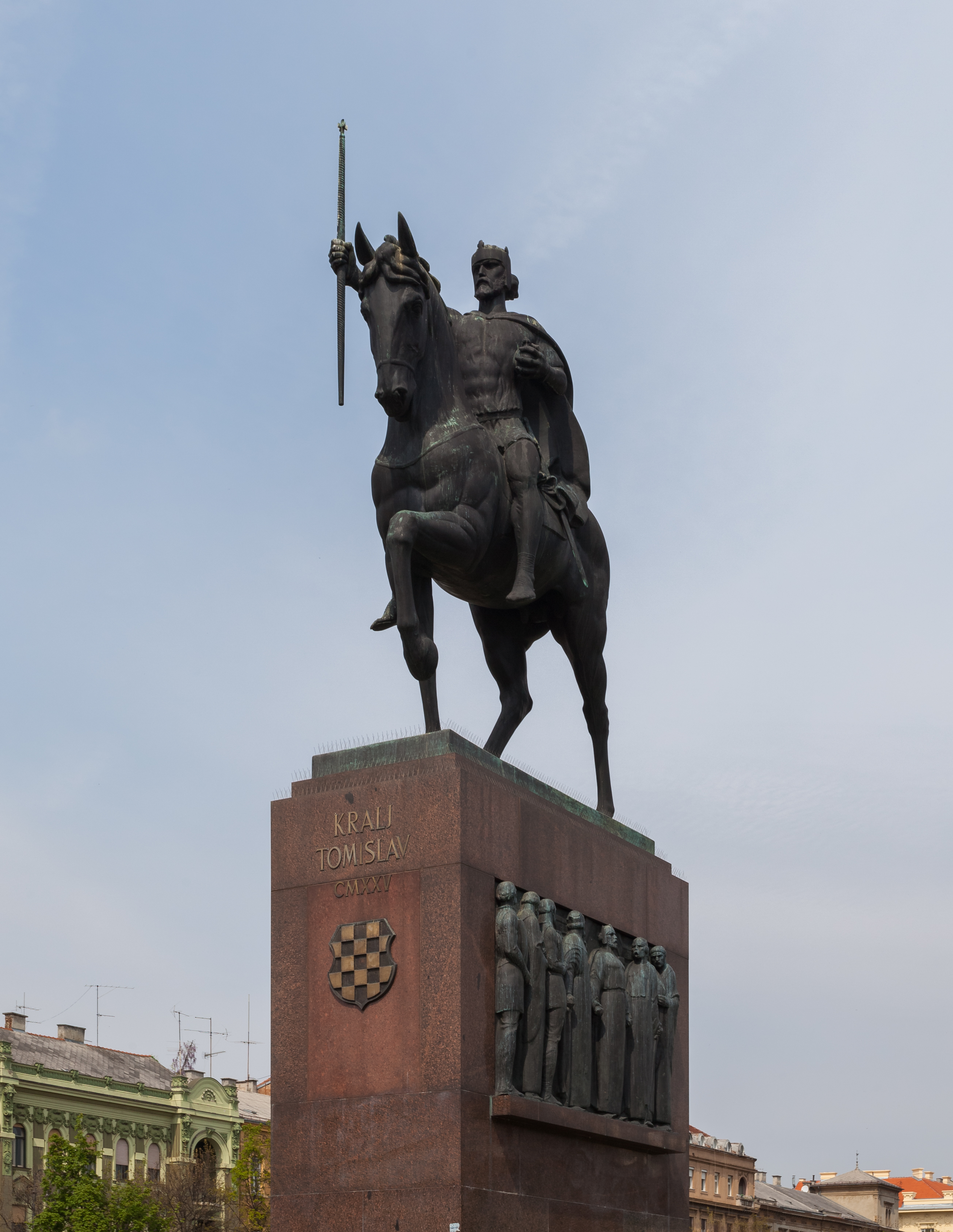
Tomislav

- Tomislav von Jugoslawien (1928–2000), jugoslawischer Adeliger, bis 1941 Prinz des Königreiches der Serben, Kroaten und Slowenen (ab 1929 Königreich Jugoslawien)
- Tomita, Akio (* 1957), japanischer Badmintonspieler
- Tomita, Chiaki (* 1993), japanische Ruderin
- Tomita, Daisuke (* 1977), japanischer Fußballspieler
- Tomita, Hiroyuki (* 1980), japanischer Kunstturner
- Tomita, Isao (1932–2016), japanischer Musiker und Komponist
- Tomita, Keisen (1879–1936), japanischer Maler
- Tomita, Kōhei (* 1996), japanischer Fußballspieler
- Tomita, Kōichirō (1925–2006), japanischer Astronom
- Tomita, Michiko, japanische Badmintonspielerin
- Tomita, Minoru (1924–2015), japanischer Mathematiker
- Tomita, Naoki (* 1970), deutscher Eishockeyspieler
- Tomita, Richard (1927–2021), US-amerikanischer Gewichtheber
- Tomita, Ruki (* 2001), japanische Snowboarderin
- Tomita, Sena (* 1999), japanische Snowboarderin
- Tomita, Shingo (* 1986), japanischer Fußballspieler
- Tomita, Shin’ya (* 1980), japanischer Fußballspieler
- Tomita, Tamlyn (* 1966), US-amerikanische SchauspielerinTamlyn Tomita (* 1966)

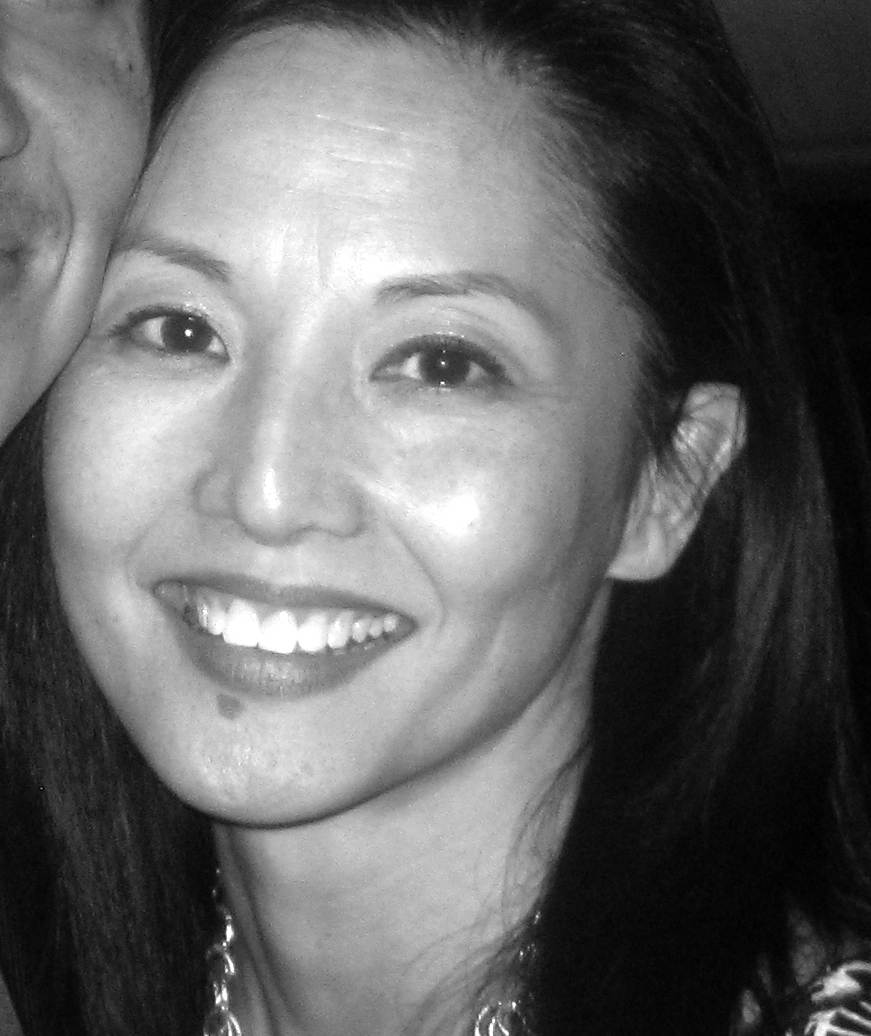
Tamlyn Tomita (* 1966)

- Tomita, Toyoji (1951–2008), US-amerikanischer Posaunist und Gartenbauer
- Tomita, Tsuneo (1904–1967), japanischer Schriftsteller
- Tomita, Wakaba (* 1997), japanische Judoka
- Tomita, Yasuhito (* 1990), japanischer Fußballspieler
- Tomita, Yoshio, japanischer Tischtennisspieler
- Tomitaka, Hinako (* 2000), japanische Freestyle-Skisportlerin
- Tomitori, Fūdō (1892–1983), japanischer Maler der Nihonga-Richtung
- Tomiwa, Ibrahim (* 1998), nigerianischer Fußballspieler
- Tomiyama, Hideaki (* 1957), japanischer Ringer
- Tomiyama, Takamitsu (* 1990), japanischer Fußballspieler
- Tomiyama, Tatsuyuki (* 1982), japanischer Fußballspieler
- Tomiyasu, Takehiro (* 1998), japanischer Fußballspieler
- Tomizawa, Benedict Takahiko (1911–1989), japanischer Bischof
- Tomizawa, Jun-ichi (1924–2017), japanischer Molekulargenetiker
- Tomizawa, Kiyoshi (* 1943), japanischer Fußballspieler
- Tomizawa, Masaya (* 1993), japanischer Fußballspieler
- Tomizawa, Shōya (1990–2010), japanischer Motorradrennfahrer
- Tomizza, Fulvio (1935–1999), italienischer Schriftsteller

### Tomj
- Tomjanovich, Rudy (* 1948), US-amerikanischer Basketballspieler und -trainer

### Tomk
- Tomka, Julian (* 1997), österreichischer Fußballspieler
- Tomka, Miklós (1941–2010), ungarischer Theologe und Religionssoziologe
- Tomka, Peter (* 1956), slowakischer Jurist und Richter am Internationalen Gerichtshof (seit 2003)
- Tomke, Tomas (* 1981), österreichischer Schauspieler, Sänger und Musicaldarsteller
- Tomkeieff, Sergei Ivanovich (1892–1968), britischer Geologe und Petrologe
- Tomkins, Alan (1939–2020), britischer Szenenbildner und Artdirector
- Tomkins, Benjamin (* 1965), deutscher Comedian, Puppenspieler und BauchrednerBenjamin Tomkins (* 1965)

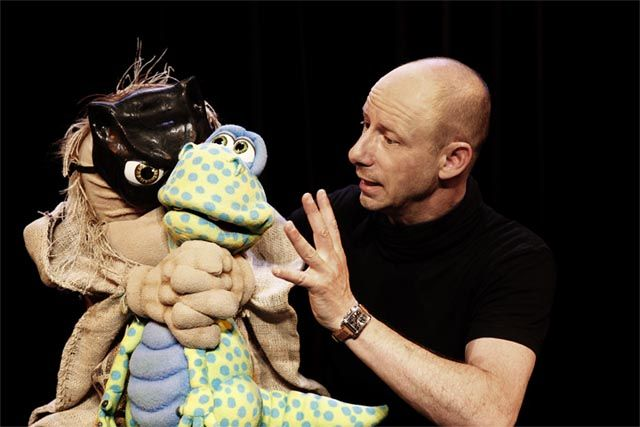
Benjamin Tomkins (* 1965)

- Tomkins, Calvin (* 1925), US-amerikanischer Autor und Kunstkritiker
- Tomkins, Edward (1915–2007), britischer Diplomat
- Tomkins, Gordon (1926–1975), US-amerikanischer Biochemiker
- Tomkins, James (* 1965), australischer Ruderer
- Tomkins, James (* 1989), englischer Fußballspieler
- Tomkins, Leslie (* 1948), britischer Szenenbildner und Artdirector
- Tomkins, Margaret (1916–2002), amerikanische Malerin
- Tomkins, Sam (* 1989), englischer Rugby-League-Spieler
- Tomkins, Silvan (1911–1991), US-amerikanischer Philosoph und Psychologe, Entwickler der Affekttheorie
- Tomkins, Thomas (1572–1656), britischer Komponist
- Tomkins, Trevor (1941–2022), britischer Schlagzeuger des Modern und des Fusion Jazz
- Tomkinson, Jonathan (* 2002), US-amerikanischer Fußballspieler
- Tomko, Anton (* 1963), slowakischer Eishockeyspieler und -trainer
- Tomko, Dewey (* 1946), US-amerikanischer Pokerspieler
- Tomko, Jozef (1924–2022), slowakischer Kardinal
- Tomko, Sara (* 1983), US-amerikanische Schauspielerin
- Tomková, Lucie (* 1971), tschechoslowakische Schauspielerin
- Tomkowiak, Ingrid (* 1956), deutsche und schweizerische Literatur- und Kulturwissenschaftlerin
- Tomkus, Vitas (* 1956), litauischer Journalist und Verleger, Inhaber der litauischen Mediengruppe Respublikos leidinių grupė
- Tomkus, Vytenis (* 1980), litauischer Politiker, Bürgermeister der Rajongemeinde Kaišiadorys
- Tomkus, Žilvinas (* 1981), litauischer Politiker

### Toml
- Tomlin, Annie, US-amerikanische Autorin und Bloggerin
- Tomlin, Bradley Walker (1899–1953), US-amerikanischer Maler

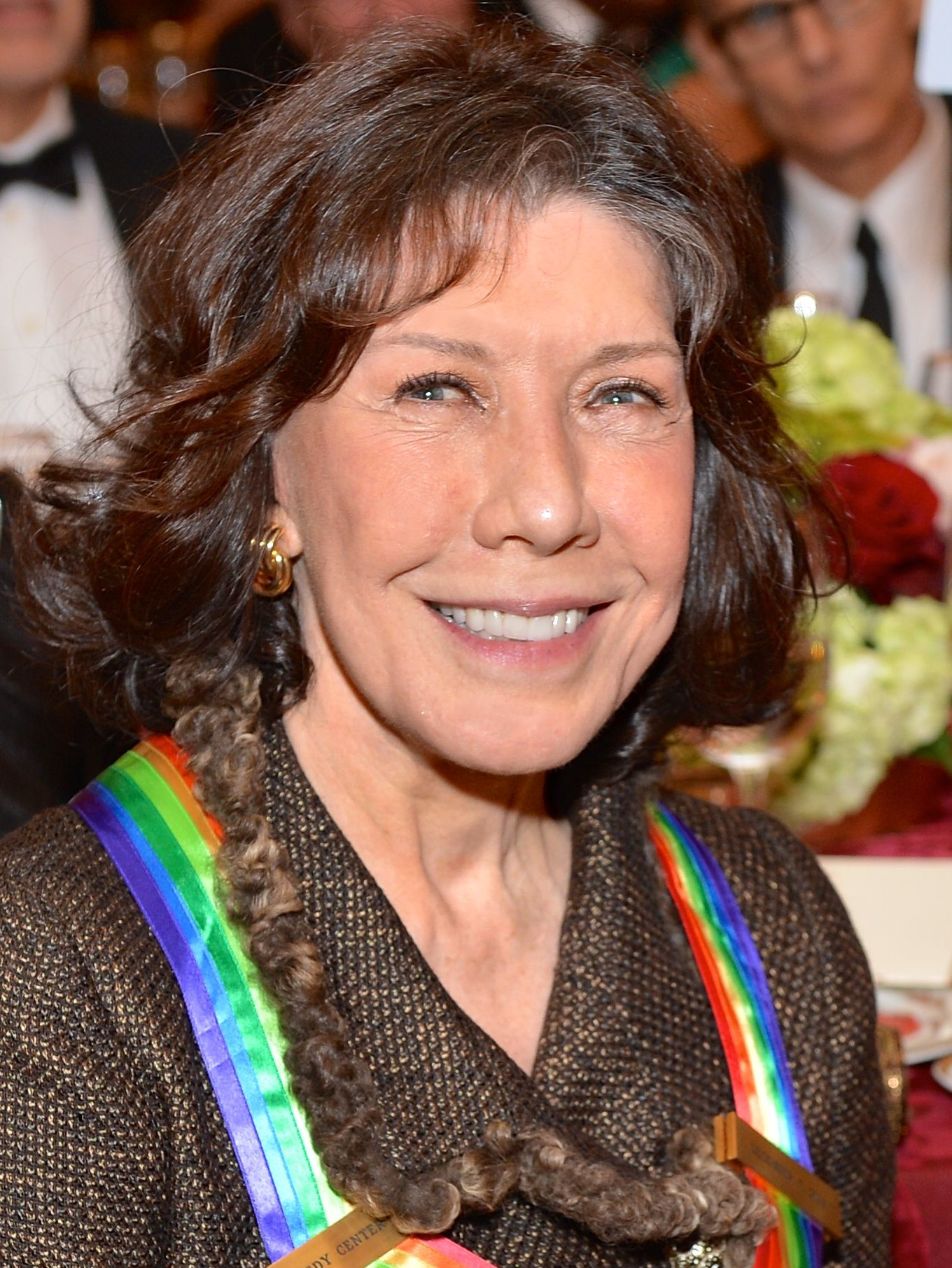
Lily Tomlin (* 1939)

- Tomlin, Chris (* 1972), US-amerikanischer christlicher Musiker und Prediger
- Tomlin, Dave (1934–2024), britischer Jazz- und Fusion-Musiker (Saxophone, Geige)
- Tomlin, Jacob (1793–1880), evangelischer Missionar
- Tomlin, Lee (* 1989), englischer Fußballspieler
- Tomlin, Lily (* 1939), US-amerikanische Schauspielerin, Autorin und ProduzentinLily Tomlin (* 1939)
- Tomlin, Mike (* 1972), US-amerikanischer Footballtrainer
- Tomlin, Stan (1905–1969), britischer Langstreckenläufer
- Tomlin, Stephen (1901–1937), britischer Bildhauer
- Tomlin, Thomas, Baron Tomlin (1867–1935), britischer Jurist
- Tomlin, Troy, US-amerikanischer American-Football-Trainer
- Tomlins, Freddie (1919–1943), britischer Eiskunstläufer
- Tomlinson, Alan (1947–2024), britischer Posaunist
- Tomlinson, Ambrose Jessup (1865–1943), amerikanischer Prediger
- Tomlinson, Christopher (* 1981), britischer Sportler
- Tomlinson, Claire (1944–2022), englische Polospielerin
- Tomlinson, Dalvin (* 1994), US-amerikanischer Footballspieler
- Tomlinson, Dave (* 1969), kanadischer Eishockeyspieler
- Tomlinson, David (1917–2000), britischer Schauspieler
- Tomlinson, Eleanor (* 1992), britische SchauspielerinEleanor Tomlinson (* 1992)

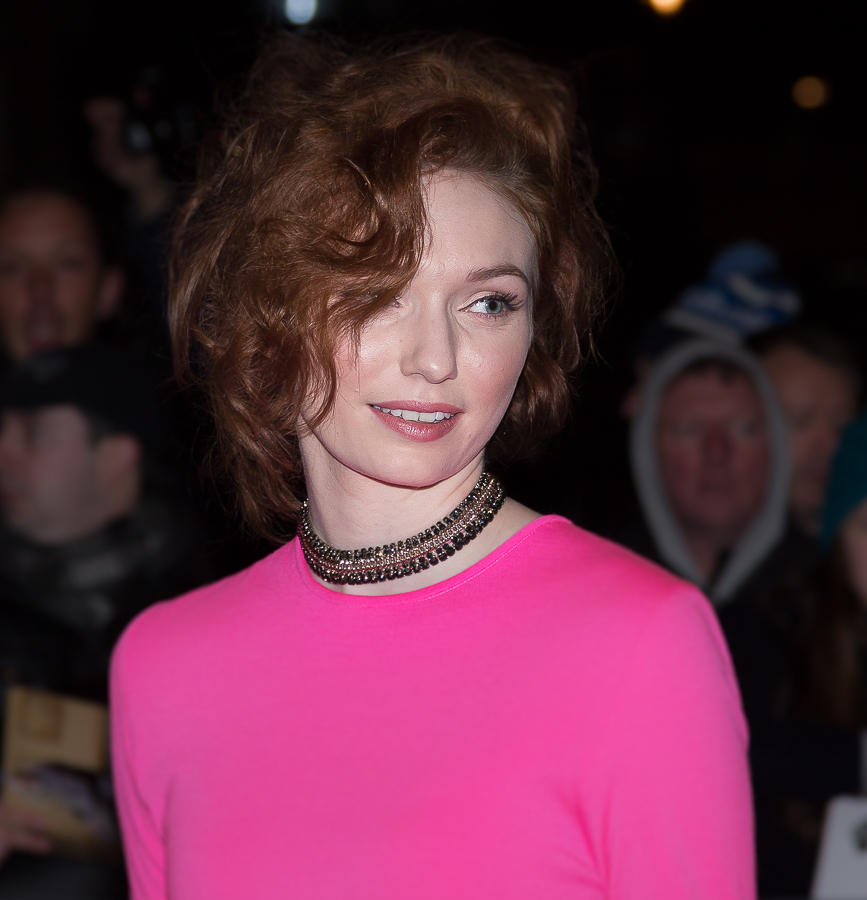
Eleanor Tomlinson (* 1992)

- Tomlinson, George (1794–1863), britischer Geistlicher der Anglikanischen Kirche
- Tomlinson, George (1890–1952), britischer Gewerkschafter und Politiker (Labour Party), Mitglied des House of Commons und Minister
- Tomlinson, Gideon (1780–1854), US-amerikanischer Politiker
- Tomlinson, Henry (1873–1958), britischer Schriftsteller und Journalist
- Tomlinson, Ian (1936–1995), australischer Weit- und Dreispringer
- Tomlinson, Jeff (* 1970), deutsch-kanadischer Eishockeyspieler und -trainer
- Tomlinson, John (1939–2024), britischer Politiker (Labour Party), Mitglied des House of Commons, MdEP, Life Peer
- Tomlinson, John (* 1946), britischer Opernsänger (Bass)
- Tomlinson, Keslie Ann (* 1981), US-amerikanische Skeletonpilotin
- Tomlinson, LaDainian (* 1979), US-amerikanischer American-Football-Spieler
- Tomlinson, Laken (* 1992), jamaikanisch-amerikanischer Footballspieler
- Tomlinson, Laura (* 1985), britisch-schweizerische Dressurreiterin
- Tomlinson, Leslie Rogers (* 1943), australischer Geistlicher, emeritierter römisch-katholischer Bischof von Sandhurst
- Tomlinson, Louis (* 1991), britischer PopmusikerLouis Tomlinson (* 1991)

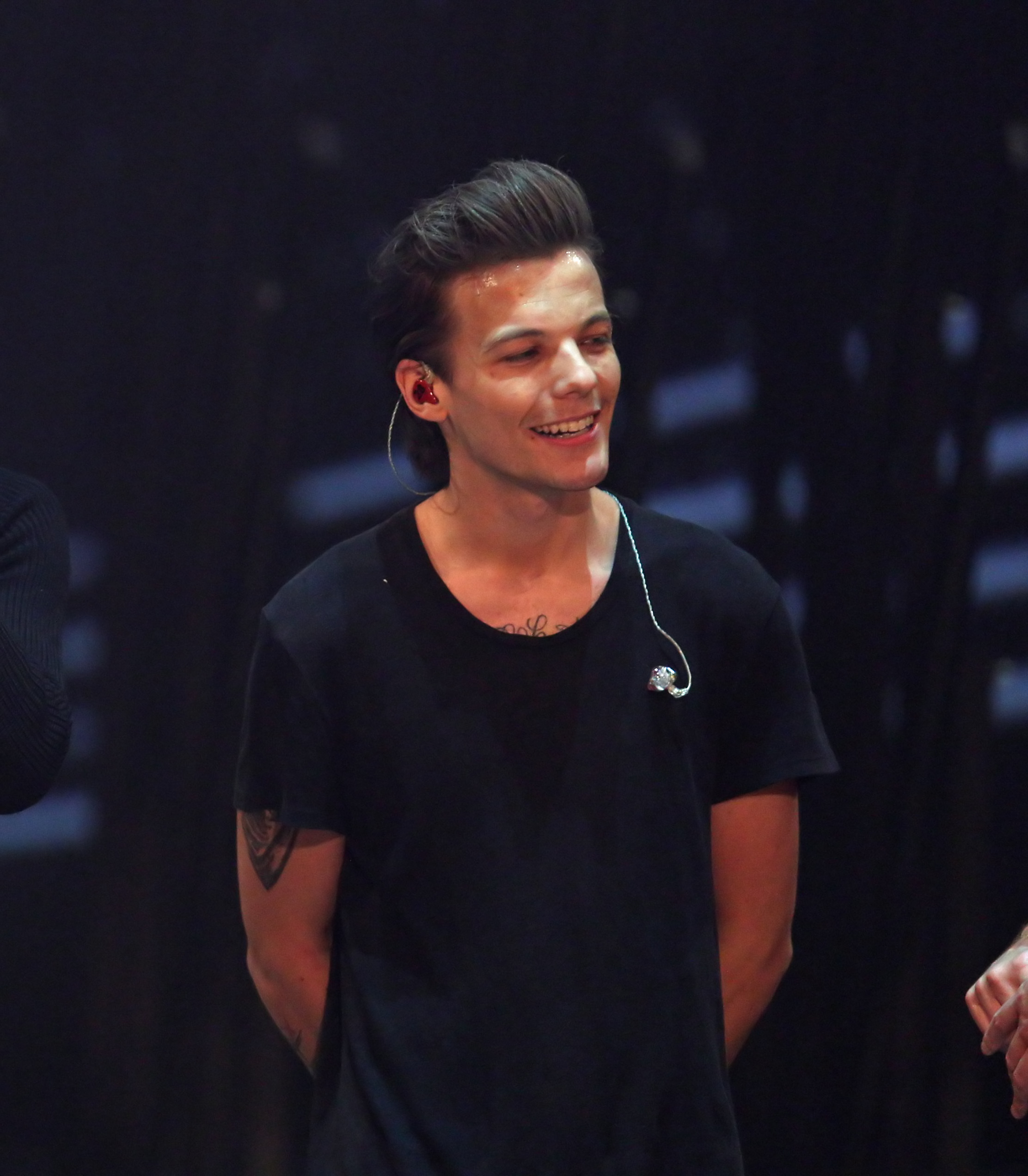
Louis Tomlinson (* 1991)

- Tomlinson, Luke (* 1977), englischer Polo-Nationalspieler
- Tomlinson, Mark (* 1982), englischer Polospieler
- Tomlinson, Millie (* 1992), englische Squashspielerin
- Tomlinson, Ray (1941–2016), US-amerikanischer Programmierer, gilt als Erfinder der E-Mail
- Tomlinson, Taylor (* 1993), US-amerikanische Stand-up-Comedienne
- Tomlinson, Teresa (* 1965), US-amerikanische Politikerin
- Tomlinson, Thomas A. (1802–1872), US-amerikanischer Rechtsanwalt, Offizier und Politiker
- Tomlinson, Tommy (1930–1982), US-amerikanischer Country- und Rockabilly-Musiker
- Tomljanović, Ajla (* 1993), kroatisch-australische TennisspielerinAjla Tomljanović (* 1993)

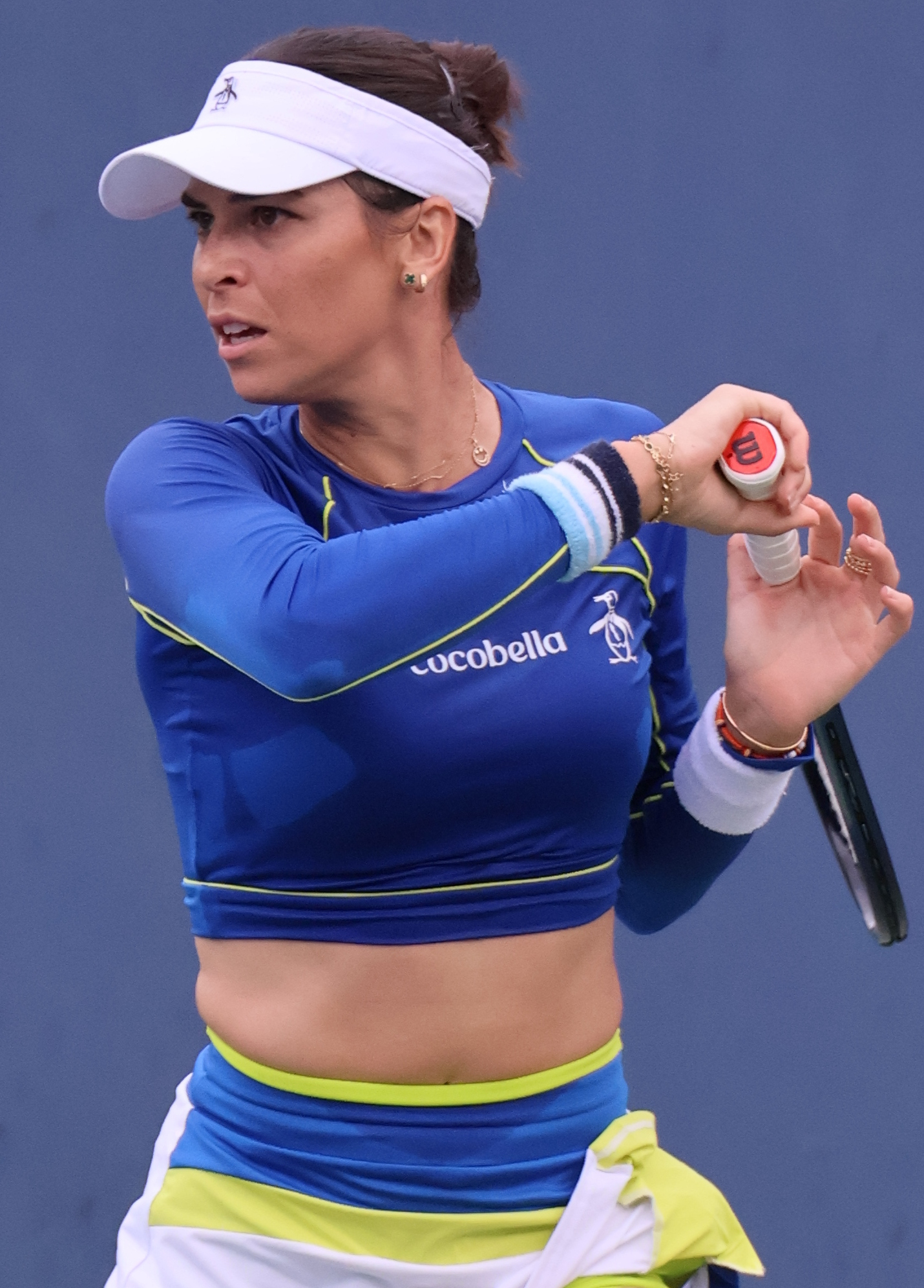
Ajla Tomljanović (* 1993)

- Tomljanović, Ratko (* 1966), kroatischer Handballspieler
- Tomlje, Matiaz (* 1954), slowenischer Rennfahrer
- Tomljenović, Mate Krešimir (* 1993), kroatischer Eishockeytorwart
- Tomljenović, Vesna (* 1956), kroatische Juristin
- Tomljenović-Meller, Ivana (1906–1988), jugoslawische Fotografin, Grafikdesignerin und Kunstlehrerin

### Tomm
- Tommaseo, Niccolò (1802–1874), italienischer Schriftsteller, Politiker und einer der bedeutendsten Lexikographen des Italienischen
- Tommasi, Amedeo (1935–2021), italienischer Jazzmusiker und Komponist
- Tommasi, Bruno (1930–2015), italienischer Geistlicher, Erzbischof von Lucca
- Tommasi, Damiano (* 1974), italienischer Fußballspieler
- Tommasi, Giovanni Battista (1731–1805), Großmeister des Malteserordens
- Tommasí, José Vittorio (1930–1998), argentinischer Geistlicher und römisch-katholischer Bischof von Nueve de Julio
- Tommasi, Natale (1853–1923), österreichisch-italienischer Architekt
- Tommasi, Virgilio (1905–1998), italienischer Weitspringer
- Tommasini, Christian (* 1975), italienischer Politiker (Südtirol)
- Tommasini, Mutius von (1794–1879), österreichischer Botaniker und Politiker
- Tommasini, Vincenzo (1878–1950), italienischer Komponist
- Tommaso da Modena, italienischer Maler
- Tommaso, Bruno (* 1946), italienischer Jazz-Bassist
- Tommaso, David di (1979–2005), französischer Fußballspieler
- Tommaso, Giovanni (* 1941), italienischer Bassist
- Tommasone, Carmine (* 1984), italienischer Boxer
- Tommasone, Cyril (* 1987), französischer Kunstturner
- Tommasuolo, Giuliano (1842–1918), italienischer römisch-katholischer Geistlicher und Weihbischof in Neapel
- Tommek, Hubertus (1940–2021), deutscher Priester
- Tommelein, Bart (* 1962), belgischer Politiker
- Tømmeraas, Herman (* 1997), norwegischer Tänzer und SchauspielerHerman Tømmeraas (* 1997)

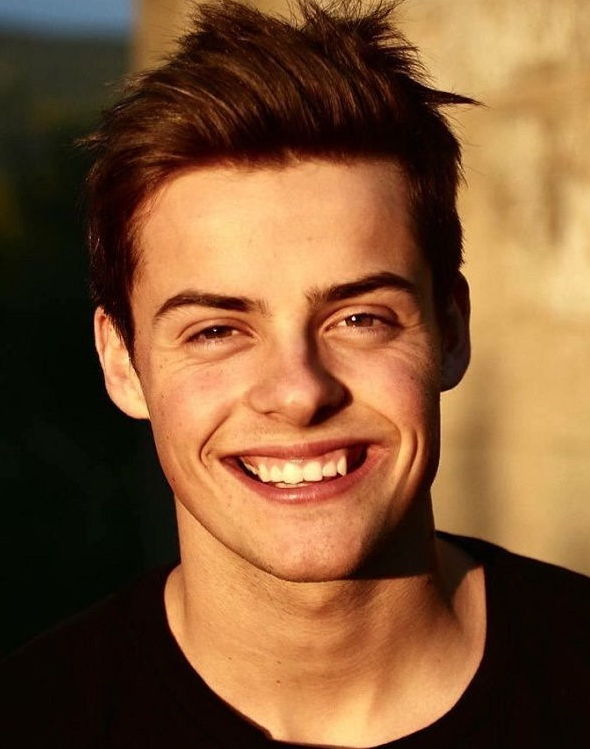
Herman Tømmeraas (* 1997)

- Tommila, Eero (1900–1968), finnischer Chemiker
- Tommila, Jorma (* 1959), finnischer Schauspieler
- Tommila, Onni (* 1999), finnischer Schauspieler und Kinderdarsteller
- Tommila, Päiviö (1931–2022), finnischer Historiker
- Tommissen, Piet (1925–2011), belgischer Soziologe, Volkswirt und Carl-Schmitt-Forscher
- Tommy Lee (* 1962), griechisch-US-amerikanischer SchlagzeugerTommy Lee (* 1962)

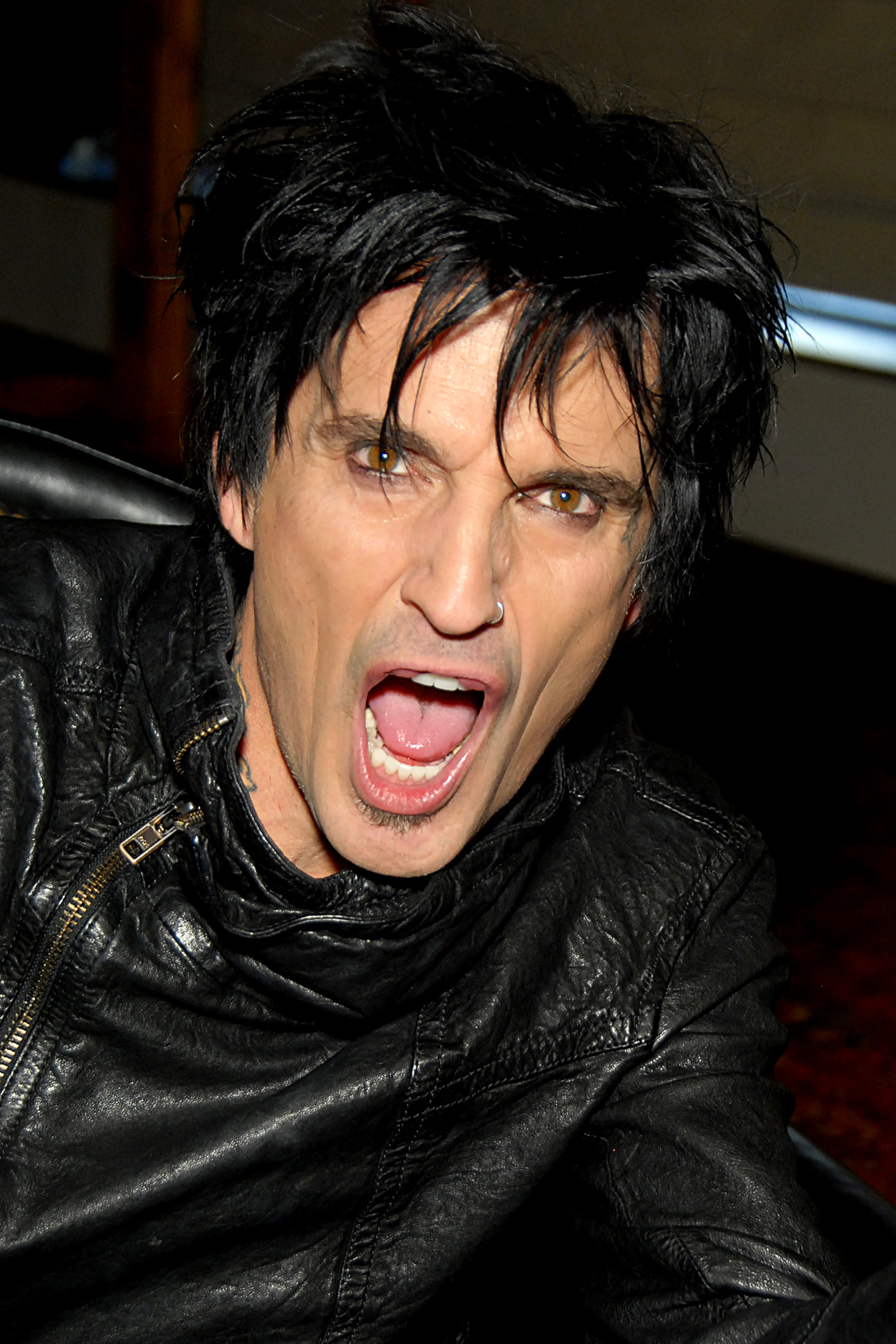
Tommy Lee (* 1962)

- Tommy the Clown (* 1969), US-amerikanischer Entertainer
- Tommy Trash (* 1987), australischer DJ und Produzent
- Tommy, Mikaela (* 1995), kanadische Skirennläuferin
- TommyInnit (* 2004), britischer Influencer

### Tomn
- Tomnikov, Alina (* 1988), finnische Schauspielerin

### Tomo
- Tomoana, Paraire († 1946), Māoriführer und Liedtexter
- Tomochika, Toshirō (* 1975), japanischer Fußballspieler und Politiker
- Tomoda, Kyōsuke (1899–1937), japanischer Schauspieler
- Tomoe Gozen, weiblicher Samurai
- Tomoeda, Takahiko (1876–1957), japanischer Philosoph und Ethiker
- Tomohito von Mikasa (1946–2012), japanischer Adeliger, Erbprinz des Hauses „Mikasa no miya“ (Japan)
- Tomohito von Mikasa (* 1955), japanisches Mitglied des Kaiserhauses, Witwe von Prinz Tomohito von Mikasa
- Tomoiagă, Vasile (* 1964), rumänischer Ruderer
- Tomokawa, Kazuki (* 1950), japanischer Acid-Folk-Sängers, Dichters, Autors und Künstlers
- Tomoko Namba (* 1962), japanische Unternehmerin
- Tomonaga, Sanjūrō (1871–1951), japanischer Philosoph
- Tomonaga, Shin’ichirō (1906–1979), japanischer PhysikerShin’ichirō Tomonaga (1906–1979)

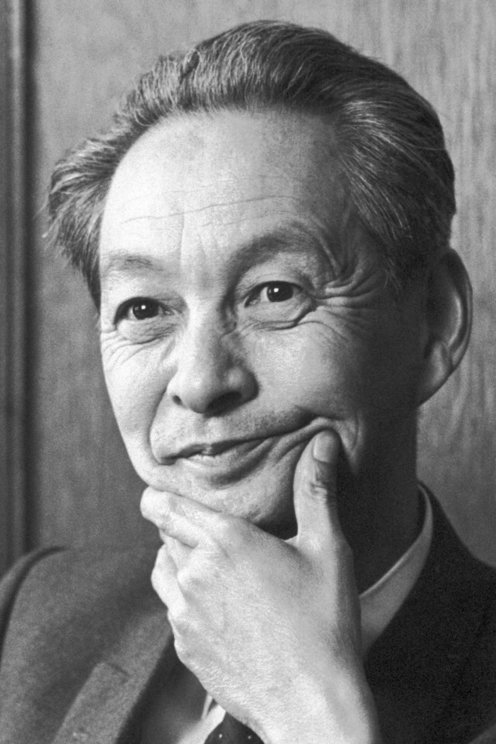
Shin’ichirō Tomonaga (1906–1979)

- Tomono, Kazuki (* 1998), japanischer Eiskunstläufer
- Tömör-Otschir, Daramyn (1921–1985), mongolischer kommunistischer Funktionär
- Tömörbaatar, Daschdschamtsyn (* 1957), mongolischer Radrennfahrer
- Tomori, Ede (1920–1997), ungarischer Fotograf
- Tomori, Fikayo (* 1997), englisch-kanadischer Fußballspieler
- Tomori, Kiichi (* 1991), japanischer Fußballspieler
- Tōmori, Miyoshi, japanische Comiczeichnerin
- Tomori, Pál (1475–1526), ungarischer Offizier und Bischof
- Tomori, Tadashi (* 1959), japanischer Boxer im Halbfliegengewicht
- Tomori, Zsuzsanna (* 1987), ungarische Handballspielerin
- Tomoroveanu, Ilinca (1941–2019), rumänische Schauspielerin
- Tomorri, Genc (* 1960), albanischer Fußballspieler
- Tomoski, Borislav (* 1972), nordmazedonischer Fußballspieler
- Tömösváry, Ödön (1852–1884), ungarischer Zoologe und Entomologe
- Tomou, Bertin (* 1978), kamerunischer Fußballspieler
- Tomović, Bojan, montenegrinischer Turbo-Folk-Sänger
- Tomović, Branko (* 1980), deutscher SchauspielerBranko Tomović (* 1980)

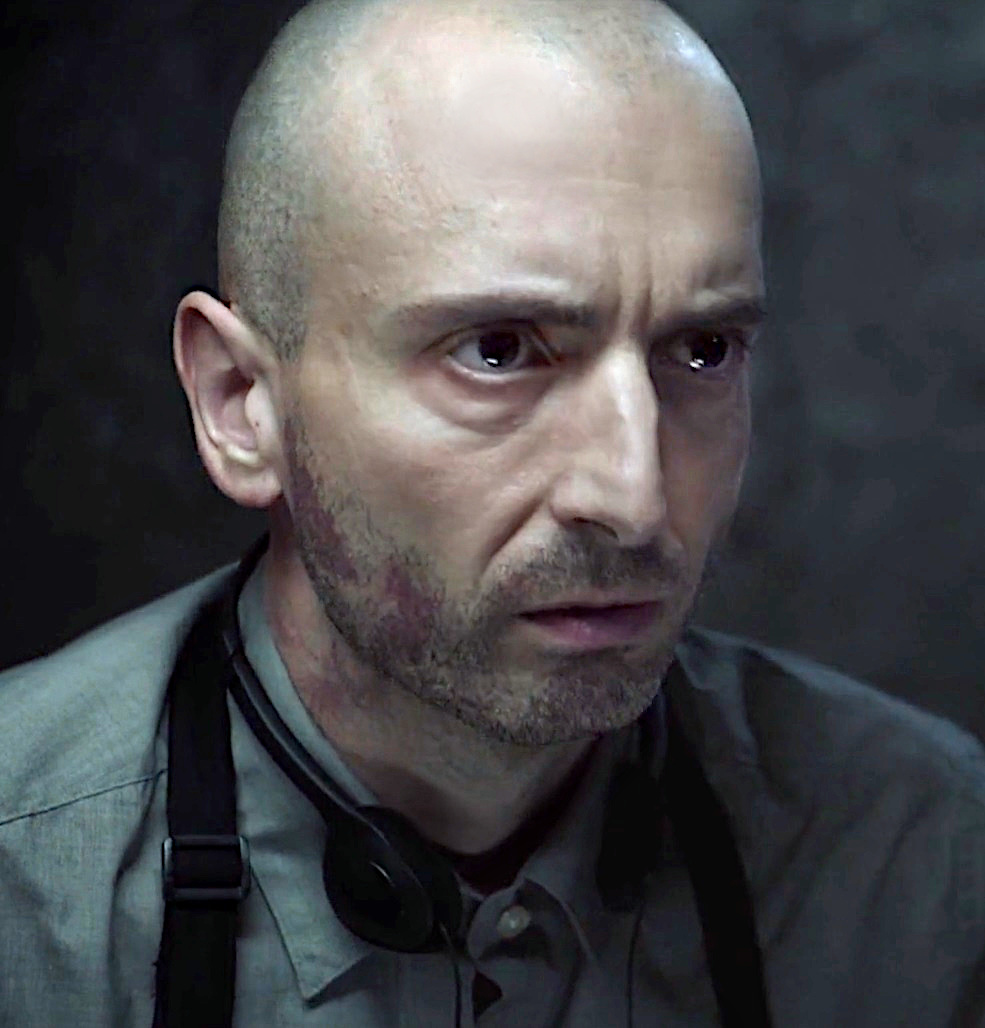
Branko Tomović (* 1980)

- Tomović, Nenad (* 1987), serbischer Fußballspieler
- Tomovski, Martin (* 1997), nordmazedonischer Handballspieler
- Tomow, Alexandar (* 1949), bulgarischer Ringer
- Tomow, Alexandar (* 1954), bulgarischer Politiker
- Tomowa, Liljana (* 1946), bulgarische Mittelstreckenläuferin
- Tomowa, Wiktorija (* 1995), bulgarische Tennisspielerin
- Tomowa-Sintow, Anna (* 1941), bulgarische Opernsängerin (Sopran)
- Tomoyuki, Tanaka (1910–1997), japanischer Filmproduzent
- Tomozawa, Gōki (* 1991), japanischer Fußballspieler
- Tomozawa, Takaki (* 1993), japanischer Fußballspieler
- Tomozei, Gheorghe (1936–1997), rumänischer Schriftsteller und Journalist

### Tomp
- Tompa, Andrea (* 1971), rumänisch-ungarische Schriftstellerin und Theaterwissenschaftlerin
- Tompa, Ferenc von (1893–1945), ungarischer Prähistoriker
- Tompa, Michael (1817–1868), ungarischer Dichter
- Tömpe, András (1913–1971), ungarischer Generalmajor, Botschafter in der DDR
- Tompion, Thomas († 1713), englischer Uhrmacher
- Tompkins, Arthur S. (1865–1938), US-amerikanischer Jurist und Politiker
- Tompkins, Caleb (1759–1846), US-amerikanischer Jurist und Politiker
- Tompkins, Christopher (1780–1858), US-amerikanischer Politiker
- Tompkins, Cydnor B. (1810–1862), US-amerikanischer Politiker
- Tompkins, Daniel D. (1774–1825), US-amerikanischer Politiker und der sechste Vizepräsident der Vereinigten Staaten
- Tompkins, Dax, kanadischer Volleyballspieler
- Tompkins, Douglas (1943–2015), US-amerikanischer Umweltschützer und UnternehmerDouglas Tompkins (1943–2015)

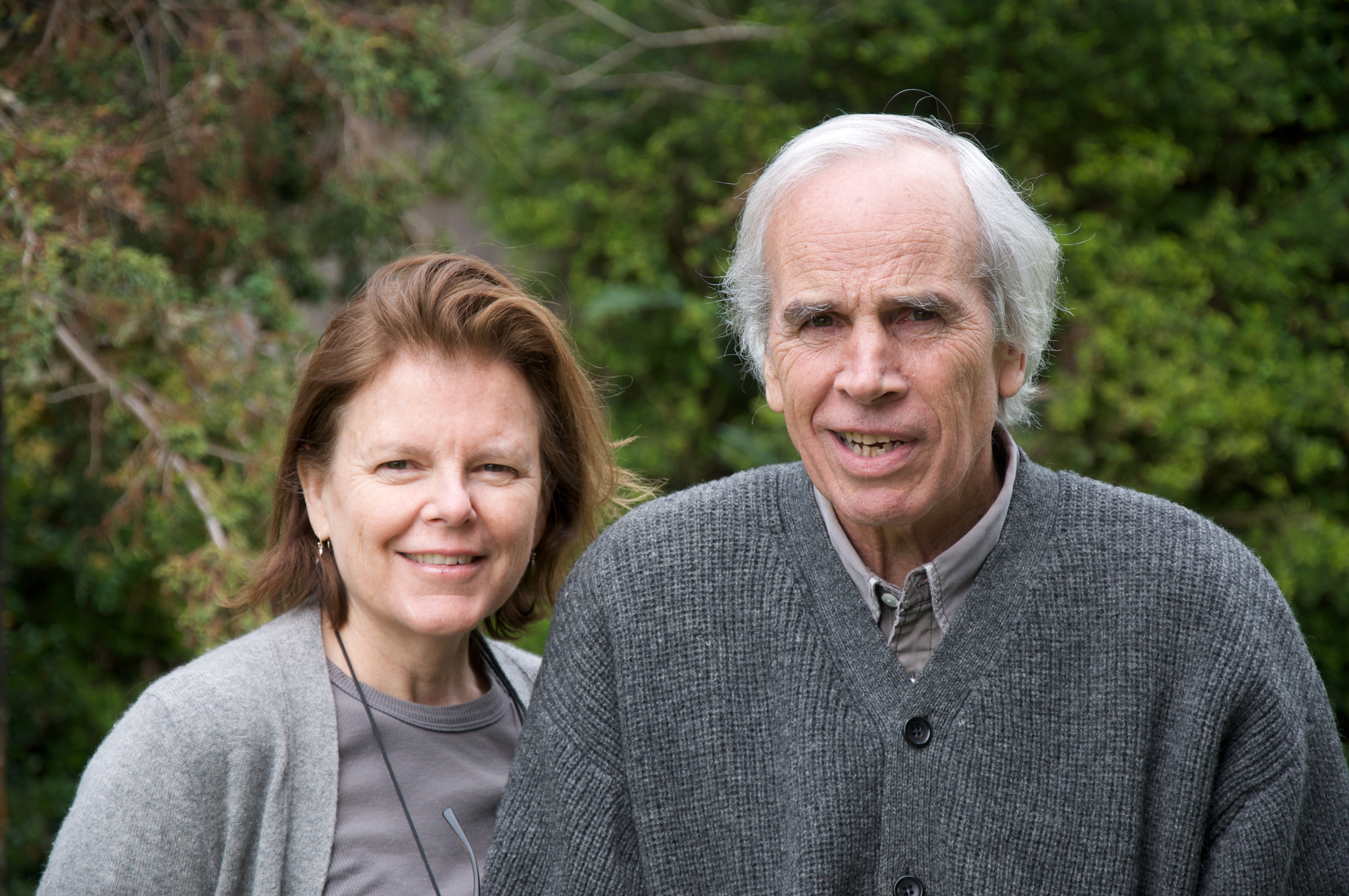
Douglas Tompkins (1943–2015)

- Tompkins, Emmett (1853–1917), US-amerikanischer Politiker
- Tompkins, Gilda (1936–2018), neuseeländische Badmintonspielerin
- Tompkins, Hannah Minthorne (1781–1829), US-amerikanische Second Lady
- Tompkins, Heelan (* 1978), neuseeländische Vielseitigkeitsreiterin
- Tompkins, Jane (* 1940), US-amerikanische Literaturwissenschaftlerin
- Tompkins, Joe (* 1968), US-amerikanischer Behindertensportler
- Tompkins, Joe I., Kostümbildner und zweifacher Emmy-Preisträger
- Tompkins, Kris (* 1950), US-amerikanische Umweltschützerin und Unternehmerin
- Tompkins, Patrick W. (1804–1853), US-amerikanischer Politiker
- Tompkins, Paul F. (* 1968), US-amerikanischer Komiker und Schauspieler
- Tompkins, Peter (1919–2007), US-amerikanischer Journalist
- Tompkins, Ross (1938–2006), US-amerikanischer Jazzpianist
- Tompkinson, Stephen (* 1965), britischer Schauspieler
- Tomprof, Dimitrios (* 1878), griechischer Leichtathlet
- Tompsett, Michael (* 1939), britischer Ingenieur
- Tompson, Ruthie (1910–2021), amerikanische Animatorin und Künstlerin
- Tompte, Eleoenai (* 1999), zentralafrikanischer Fußballspieler

### Tomr
- Tomren, Bjørn (* 1981), norwegischer Musiker

### Toms
- Toms, Bernd (* 1947), österreichischer Politiker (ÖVP), Landtagsabgeordneter
- Toms, David (* 1967), US-amerikanischer Golfer
- Toms, Edward (1899–1971), britischer Sprinter
- Toms, Frederick (1885–1965), kanadischer Ruderer
- Toms, Jeff (* 1974), kanadischer ehemaliger Eishockeyspieler
- Toms, Justine (* 1971), bulgarische Unternehmerin, Dozentin und Autorin
- Tomsa, František Jan (1753–1814), tschechischer Schriftsteller und Publizist
- Tomsa, Sylvester (1849–1921), österreichischer Bauingenieur und Architekt
- Tomsche, Markus (* 1972), deutscher Filmemacher
- Tomschiczek, Peter (* 1940), deutscher Maler
- Tomschik, Josef (1867–1945), österreichischer Politiker (SdP), Abgeordneter zum Abgeordnetenhaus, Abgeordneter zum Nationalrat
- Tomschik, Leopold (1903–1944), österreichischer Sozialdemokrat
- Tomschik, Marie (1871–1930), österreichisch-deutsche Opernsängerin (Alt)
- Tomschin, Wassili Alexandrowitsch (* 1997), russischer Biathlet
- Tomsen, Walter (1912–2000), US-amerikanischer Sportschütze
- Tomsia, Teresa (* 1951), polnische Schriftstellerin
- Tomšič, France (1937–2010), slowenischer Maschinenbauingenieur, Gewerkschaftsführer und Politiker
- Tomšič, Marjan (1939–2023), slowenischer Schriftsteller
- Tomšič, Tomaž (* 1972), slowenischer Handballspieler
- Tomšič, Tone (1910–1942), jugoslawischer Kommunist und Widerstandskämpfer
- Tomsich, Koloman (1886–1944), österreichischer Politiker (SDAP), Landtagsabgeordneter
- Tomsik, Josefa (1945–2018), österreichische Politikerin (SPÖ), Landtagsabgeordnete
- Tomsinski, Semjon Grigorjewitsch (1894–1938), russisch-sowjetischer Historiker
- Tomsits, Rudolf (1946–2003), ungarischer Jazzmusiker (Trompete, Komposition)
- Tomsits, Sandy (* 1967), österreichische Regisseurin, Dramaturgin und bildende Künstlerin
- Tomski, Michail Pawlowitsch (1880–1936), sowjetischer PolitikerMichail Pawlowitsch Tomski (1880–1936)

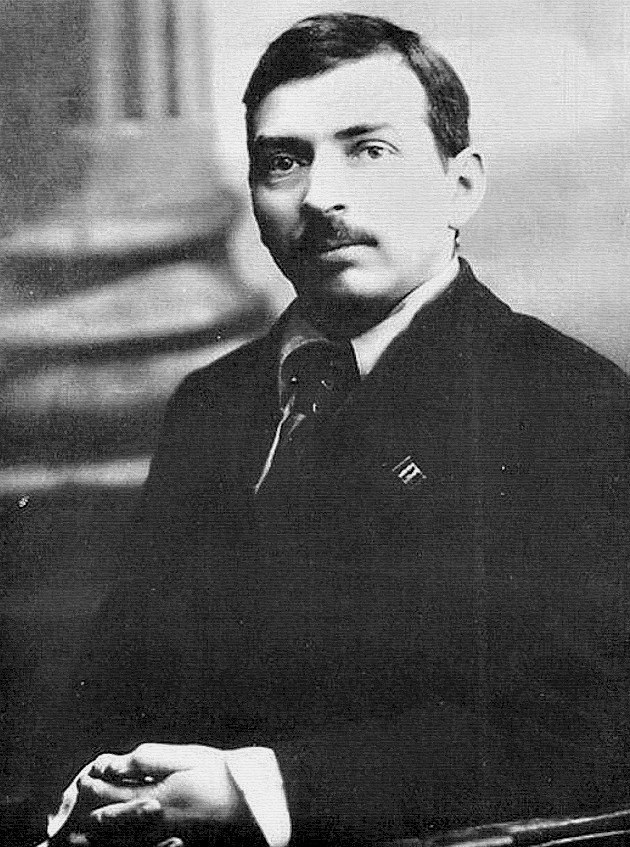
Michail Pawlowitsch Tomski (1880–1936)

- Tomski, Nikolai Wassiljewitsch (1900–1984), russisch-sowjetischer Bildhauer
- Tomson, Arthur (1858–1905), britischer Landschafts- und Tiermaler sowie Kunstschriftsteller
- Tomson, Priit (* 1942), sowjetischer Basketballspieler
- Tomson, Shaun (* 1955), südafrikanischer Surfer und Geschäftsmann
- Tomšová, Irena (* 1977), tschechische Biathletin
- Tomsula, Jim (* 1968), US-amerikanischer American-Football-TrainerJim Tomsula (* 1968)

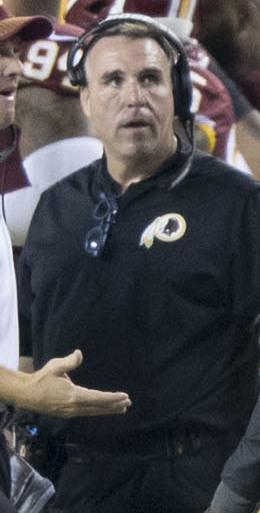
Jim Tomsula (* 1968)

### Tomt
- Tomter, Andrine (* 1995), norwegische Fußballspielerin
- Tomter, Lars Anders (* 1959), norwegischer Bratschist
- Tomtum, Bent (1949–2001), norwegischer Skispringer

### Tomu
- Tomuri, Jacob (* 1979), neuseeländischer Filmschauspieler und Stuntman
- Tomuschat, Christian (* 1936), deutscher Jurist und Hochschullehrer
- Tomuschat, Walther (1866–1914), deutscher Gymnasiallehrer und Schulbuchautor in Ostpreußen
- Tomusk, Ilmar (* 1964), estnischer Sprachpolitiker und Kinderbuchautor

### Tomy
- Tomy, Jana (* 1992), deutsche Phantastik-Autorin und Schauspielerin
- Tomyris, Königin der Massageten

### Tomz
- Tomziński, Jerzy (1918–2021), polnischer Ordensgeistlicher, Generalprior der Pauliner